# Der Maler und das Mädchen

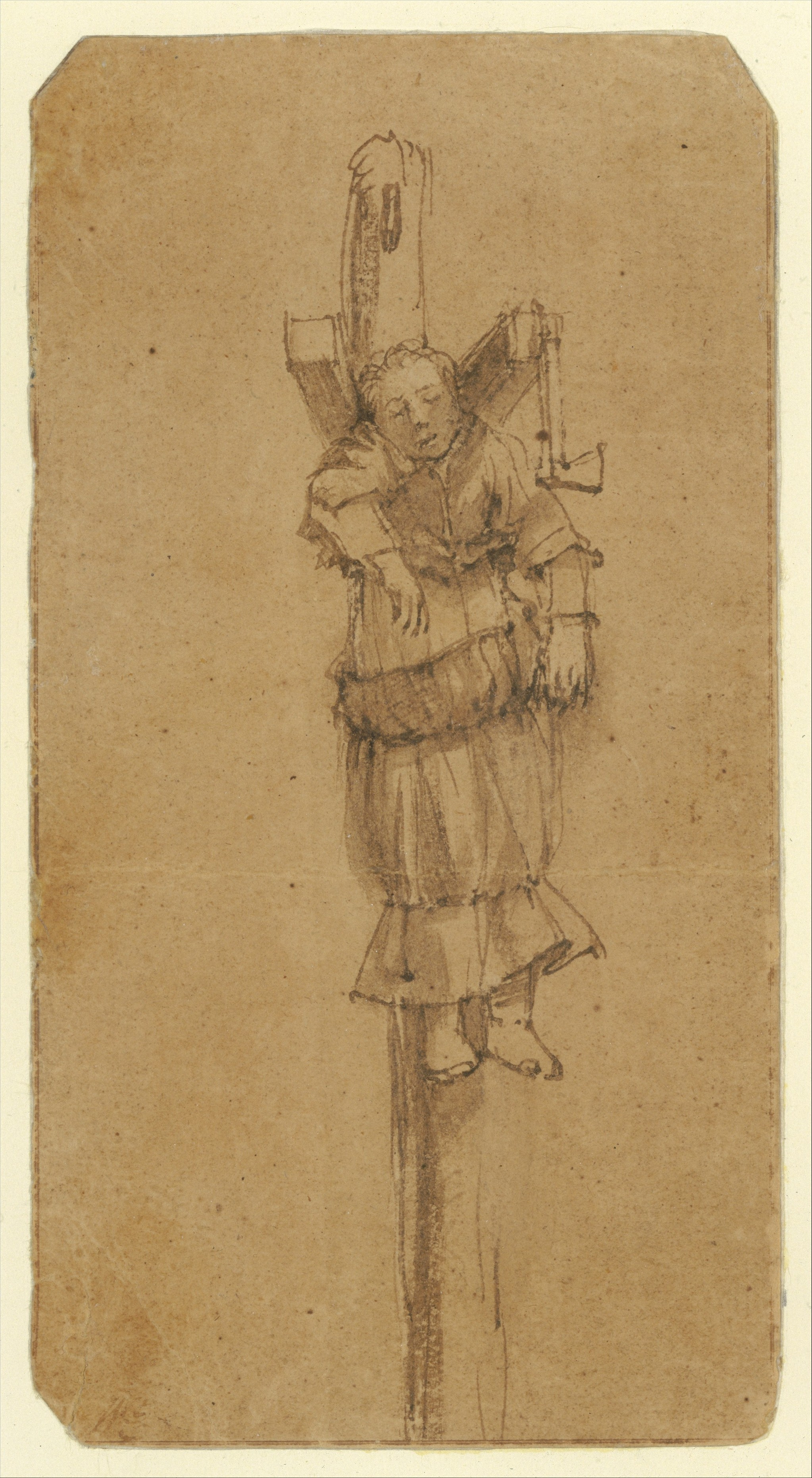
Rembrandt zeichnete Elsje Christaens am Kalvarienort im IJsselmeer nördlich Amsterdams: „Bestürzt schaute der Maler eine Weile auf das festgebundene und -genagelte Kind […] Alles von ihr festhalten […] Das unvermeidliche Beil. […] Das Gesichtchen […] spiegelte Jugend, Schmerz, Unverständnis. Und einen Hauch von Empörung“.

Der Maler und das Mädchen (OT: De schilder en het meisje) ist der Titel eines 2010 publizierten Romans der niederländischen Schriftstellerin Margriet de Moor über einen namentlich nicht genannten fiktiven Maler, der klar erkennbar personale und biographische Züge Rembrandts trägt. Die deutsche Übersetzung von Helga van Beuningen erschien 2011.

## Handlungsverlauf
Die Romanhandlung spielt in Amsterdam am Samstag, dem 3. Mai 1664, am Tag der Hinrichtung der achtzehnjährigen Elsje Christiaens.
Der Leser verfolgt die Geschichten der Protagonisten in zwei zuerst getrennten, dann immer mehr miteinander verwobenen Handlungssträngen: einmal die letzten Wochen im Leben des dänischen Mädchens, das am Ende als Tote am Pfahl von einem nicht namentlich genannten Maler gezeichnet wird, und zweitens den Tagesablauf mit eingeblendeten Lebenserinnerungen des 57-jährigen Künstlers, der durch biographischen Vergleich sowie die Beschreibungen der Zeichnungen und Gemälde als Rembrandt identifizierbar ist. Durch die fehlende Benennung erhält die Autorin jedoch viel Spielraum für die fiktive Handlung.

### Elsje Christiaens Reise nach Holland
Elsjes Geschichte beginnt an einem Dezembertag im Haus des Stiefvaters, eines nach Dänemark eingewanderten holländischen Bauern (Kp. 4), drei Wochen nachdem ihre Stiefschwester Sarah-Dina ohne Abschied von Jütland nach Amsterdam abgereist ist und sie fünf Taler unter ihrer Matratze findet. Dies nimmt sie als Botschaft, ihr nachzureisen und nicht den um sie werbenden Ragnar zu heiraten. Als Vierjährige ist, mit dänischem Namen, Else Christians mit ihrer Mutter in dieses Haus gekommen und nach deren Tod von der zehn Jahre älteren Sara-Dina betreut worden. Die Trennung kündigt sich an, als diese sich Anfang Mai in einen Freund ihres Bruders, einen holländischen Bootsmann, verliebt und von einer Anstellung in Amsterdam träumt („Die Stadt ist der Wahnsinn, der absolute Wahnsinn, Kleine“), aber zugleich eifersüchtig beobachtet, wie die schöne siebzehnjährige Schwester von dem Sohn einer wohlhabenden Familie umworben wird (Kp. 5). Elsje leidet unter der Entfremdung: „Ragnar wird es gewiß nicht mehr gelingen, sich zwischen die beiden Schwestern zu schieben.“

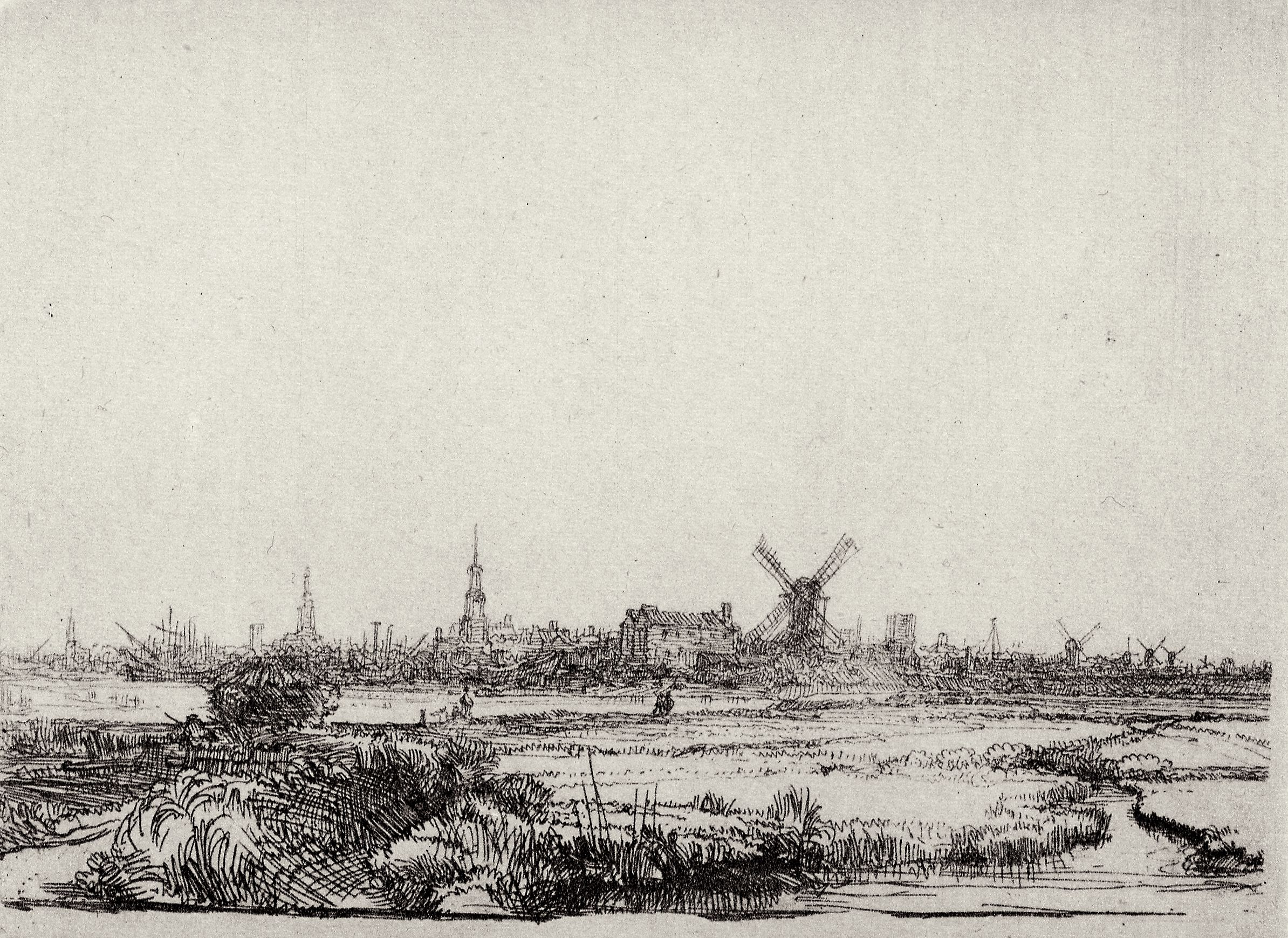
Rembrandts Radierung von Amsterdam

Elsje wartet, bis der Schifffahrtsweg von der Ost- in die Nordsee wieder eisfrei ist, und beginnt am 6. März 1664 eine Fahrt mit der „Dorothe“ von Aarhus über Korsör, wo der Seemann Niels Eilschov eine Ladung Baumstämme löschen muss, nach Amsterdam (Kp. 8). Packeis und Wind machen jedoch die Landung am ersten Etappenziel unmöglich. Sie stranden vor der Insel Sprov im Großen Belt zwischen Nyborg und Korsör und werden von Zibrandt Backer an Land geholt (Kp. 9). Im einzigen Bauernhof übernachtet auch Trein Jansdogter aus Hollanderby auf der Insel Amak, südlich von Kopenhagen (Kp. 12). Sie ist mit Knecht und Pferdeschlittengespann auf dem Weg quer über die Insel Fünen zu ihrer Nichte in Ribe an der Westküste Jütlands und nimmt Elsje mit. Bei einer Übernachtung in Assens am Kleinen Belt im Haus des Bürgermeisters feiert Elsje ihren achtzehnten Geburtstag und erhält als Geschenk ein Paar Stiefel aus Rentierhaut, die sie noch am Pfahl tragen wird. Sie reisen weiter nach Ribe und Elsje fährt mit einem Ochsentransportschiff des Enkhuizer Seemanns Jan de Veth, das dänisches Schlachtvieh nach Holland transportiert, nach Amsterdam (Kp. 16, 17).

### Die Suche nach der Schwester in Amsterdam
Dort kommt sie am 13. April an und quartiert sich in einer Herberge ein (Kp. 20). Es ist ein „Gelegenheitshaus“ mit Mietern, Pensionsgästen, meist Einwanderern auf der Suche nach einer Arbeit, und Prostituierten. Eine Woche lang (Kp. 21) streift Elsje in der Hoffnung, in der Anonymität der Stadt bei ihrer Schwester eine neue Heimat zu finden, durch die Stadt. Als sie kein Geld mehr hat, macht ihr die Zimmerwirtin den Vorschlag, die Miete durch Prostitution zu bezahlen, und setzt ihr den nächsten Tag als Termin.
Sie sucht nun nach einer Anstellung und erhält von einer Vermittlerin eine Adresse und den Rat: „Laß dich nicht schlagen. Das ist hier nicht erlaubt!“ Auf dem Weg zum Haus ihrer neuen Arbeitgeber glaubt Elsje in einer Frau Sarah-Dina erkannt zu haben und folgt ihr. In dieser Passage, in welcher die Träume und Hoffnungen des entwurzelten Mädchens deutlich werden, wechselt die Zeitform zur Vergegenwärtigung der Vorgänge in das Narrative oder Historische Präsens: „Elsje findet es wunderbar, dem Schemen zu folgen, der sie schon ihr ganzes Mädchenleben lang beschützt und en passant alles vollkommen durcheinandergebracht hat. Erste Liebe, Idylle zwischen einem Dummerchen und einer großen Stiefschwester, Liebesschmerz, Unverständnis, Schuld. Schuld ist etwas, was man hat, unabhängig von dem, was man getan hat oder was man empfindet, ist sie da, aus eigener Kraft, und das weiß man...“ Als sie den Irrtum erkennt, hat sie sich verirrt und versucht nicht mehr das Ziel zu erreichen, sondern kehrt enttäuscht in die Herberge zurück.
Am nächsten Morgen (Kp. 22) fordert die „Schlaffrau“ („Die Physiognomie der Schlaffrau hingegen war jetzt und an den darauffolgenden Tagen nicht mehr als Menschengesicht zu bezeichnen“) wütend ihr Geld und attackiert Elsje mit einem Besen. Diese ergreift ein zufällig am Boden liegendes Beil, erschlägt mit mehreren Hieben die schreiende Wirtin (Kp. 24) und stößt sie in den Keller. Anschließend bricht das Mädchen die Reisekisten einiger Mieter auf, packt wahllos Kleidungsstücke in einen Koffer, wird von herbeigeeilten Nachbarn überrascht und flieht aus dem Haus. Sie springt in den Damrak, wird aber von einem Schiffer aus dem Wasser gezogen und Polizisten übergeben.

### Wege des Malers durch die Stadt

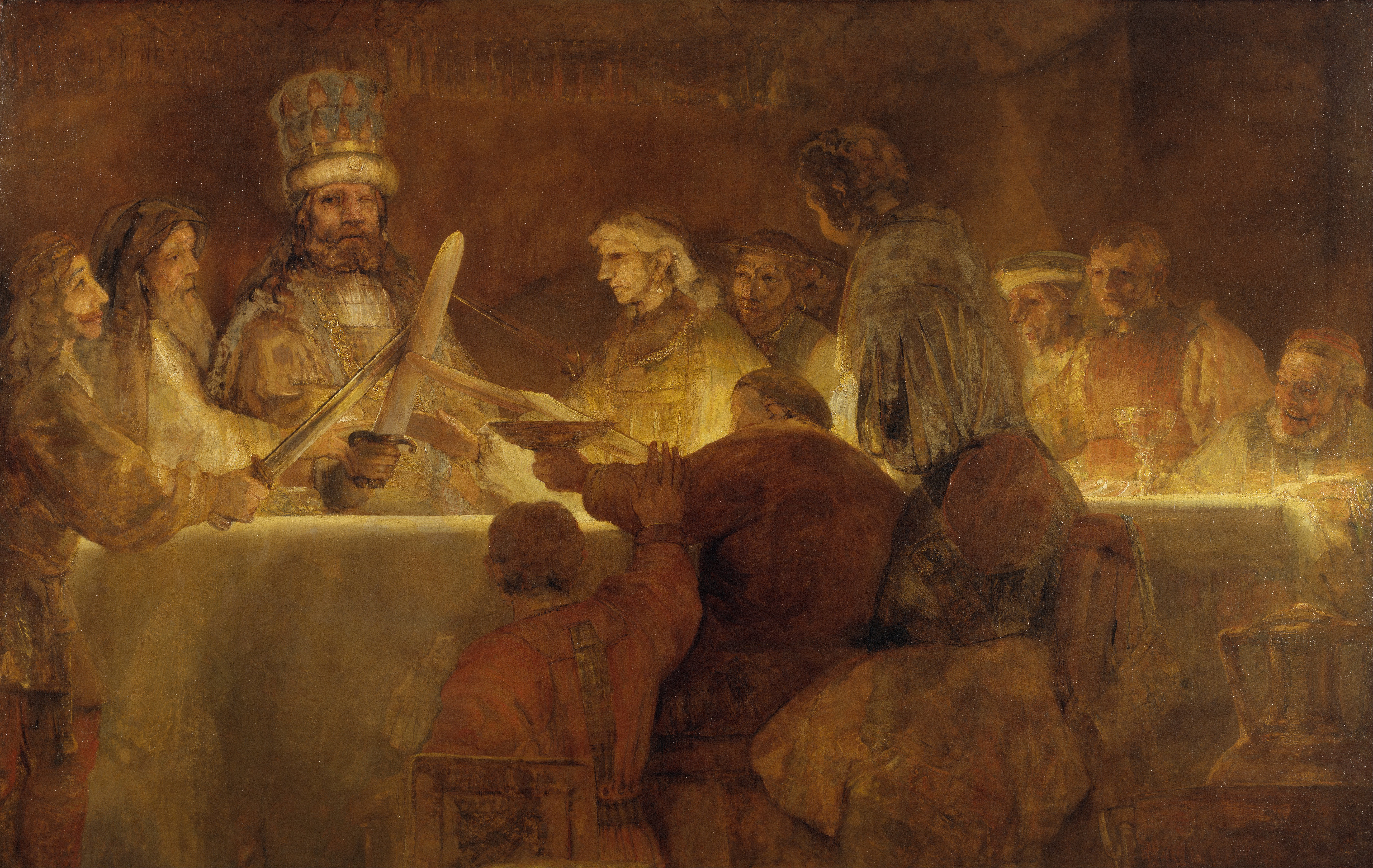
Die Verschwörung (Bataveraufstand) des Iulius Civilis (1661/62) war für die Inneneinrichtung des Amsterdamer Paleis op de Dam gedacht.

Der Maler verlässt etwa gegen zehn Uhr vormittags sein Haus in der Rozengracht (Kp. 1), um in der Warmoesstraat für das Bild eines Liebespaares, an dem er gerade arbeitet, Farben zu bestellen. Unterwegs begegnen ihm Scharen von Menschen, und er erfährt, dass um elf Uhr ein 18-jähriges Mädchen auf dem Dam hingerichtet wird. Diese Nachricht verfolgt ihn den ganzen Tag. Zugleich ist sein Weg durch die Stadt erinnerungsbeladen:
Im Rathaus (Kp. 2) musste er vor einem Jahr und neun Monaten eine für ihn beschämende Situation ertragen, als der Kunstausschuss der Stadt ein monumentales Auftragsbild zurückwies, das er dann zerschnitt und auf den Kern der Szene reduzierte.
Die Bücher im Schaufenster eines Antiquariats (Kp. 3), in dem er als Stammgast versteinerte Tiere und Skulpturen erworben hat, rufen ihm nach dem schweren Tod seiner Lebensgefährtin Ricky die Frage über die göttliche Schöpfung ins Gedächtnis. Im Gespräch mit seinem Sohn resümierte dieser die These eines jüdischen Gelehrten „Gott sei die Summe all dessen, was existiert und geschieht“ also auch des Leids.

### Licht und Schatten
In Kp. 6 spricht der Maler mit dem Apotheker und Farbenhersteller über die Ursachen der Pest und verbindet gedanklich die Arbeit am Liebespaarbild, für das seine Gefährtin Modell stand, mit deren Erkrankung Mitte Juni des vorigen Jahres. Es schließt sich als Hauptthema dieses Kapitels ein Dialog über die Farben und das Licht an, mit drei Schwerpunkten:
- „ÜBER DEN WERT DER SONNE“[9] Der Apotheker blickt zurück auf die Diskussion des älteren Meistermalers Samuel, der auf den Protagonisten als Vorbild verweist, mit einem jungen Kollegen über den Unterschied zwischen dem Sonnen- und dem Stubenlicht. Der „Träumer“ möchte die Sonne malen, wovor ihn der Meister warnt: „Die Sonne ist etwas Verbotenes in der Schöpfung. Ein ganz großes Tabu, auch für uns. Ebensowenig wie deine Augenlinsen ihr gewachsen sind, sind es deine Farben. […] Laß das Licht im Haus das von draußen nie und nimmer übertreffen!“[10]

- „ÜBER DAS LICHT AUF DER FRAUENHAUT“[11] Der Maler erinnert sich in diesem Zusammenhang an eine Unterhaltung mit seinem Schüler Samuel in seinem Atelier, als dieser eine seiner „intimsten Arbeiten“, das Gemälde einer halbentblößten jungen Frau im Alkoven, auf der Staffelei bewundert: „Wie machen Sie das?“[12]

- „ÜBER DAS LICHT DER SCHATTEN“[13] Der Maler erklärte damals Samuel den Zusammenhang zwischen Hell und Dunkel:[14] „Licht ist da, wo der Maler es hinsetzt“.[15] Es komme bei einer Interieur-Szene auf das Wissen um die indirekte Beleuchtung an. Er demonstriert dies dem Schüler an einigen seiner Arbeiten:

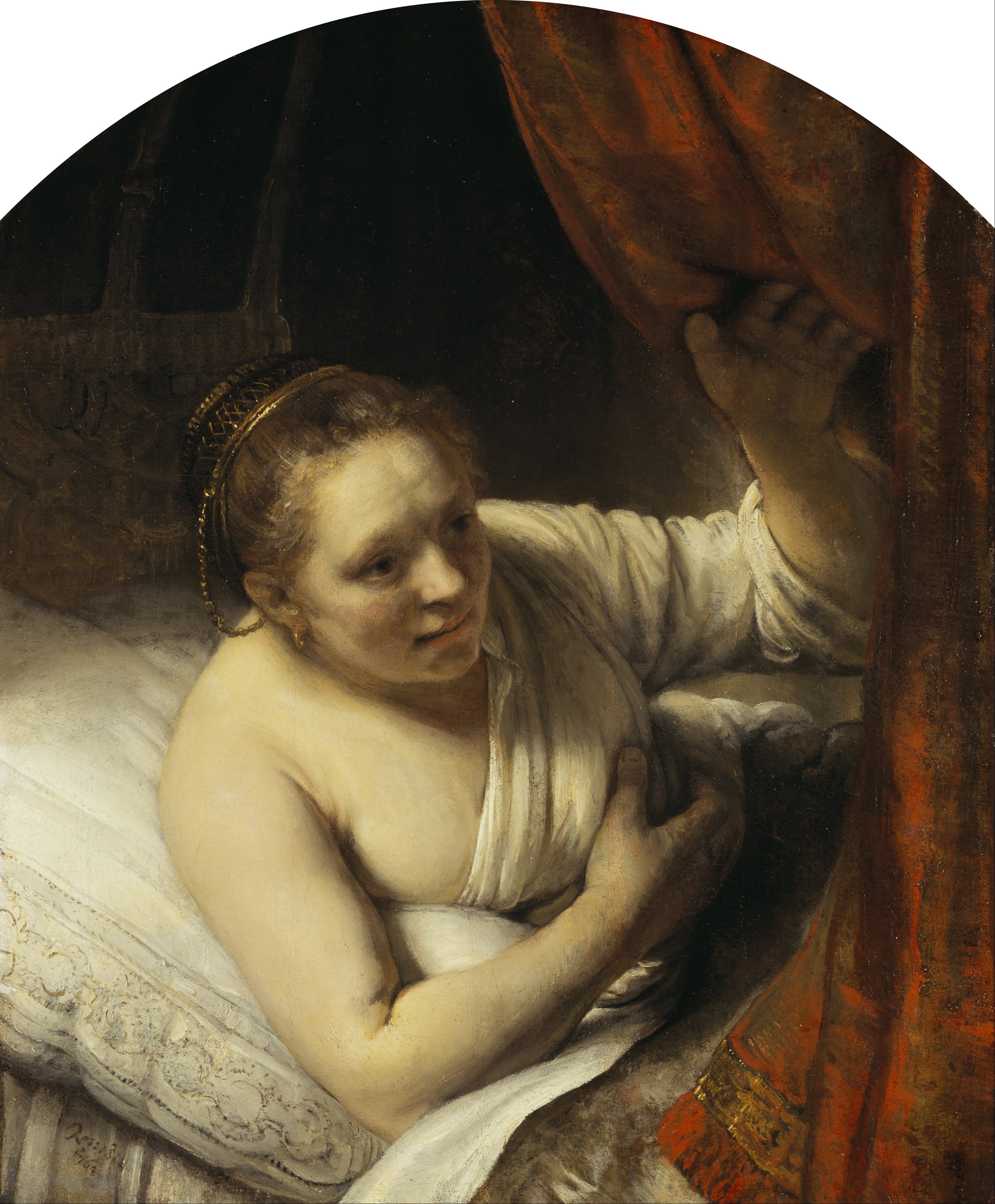
Junge Frau im Bett (1647)
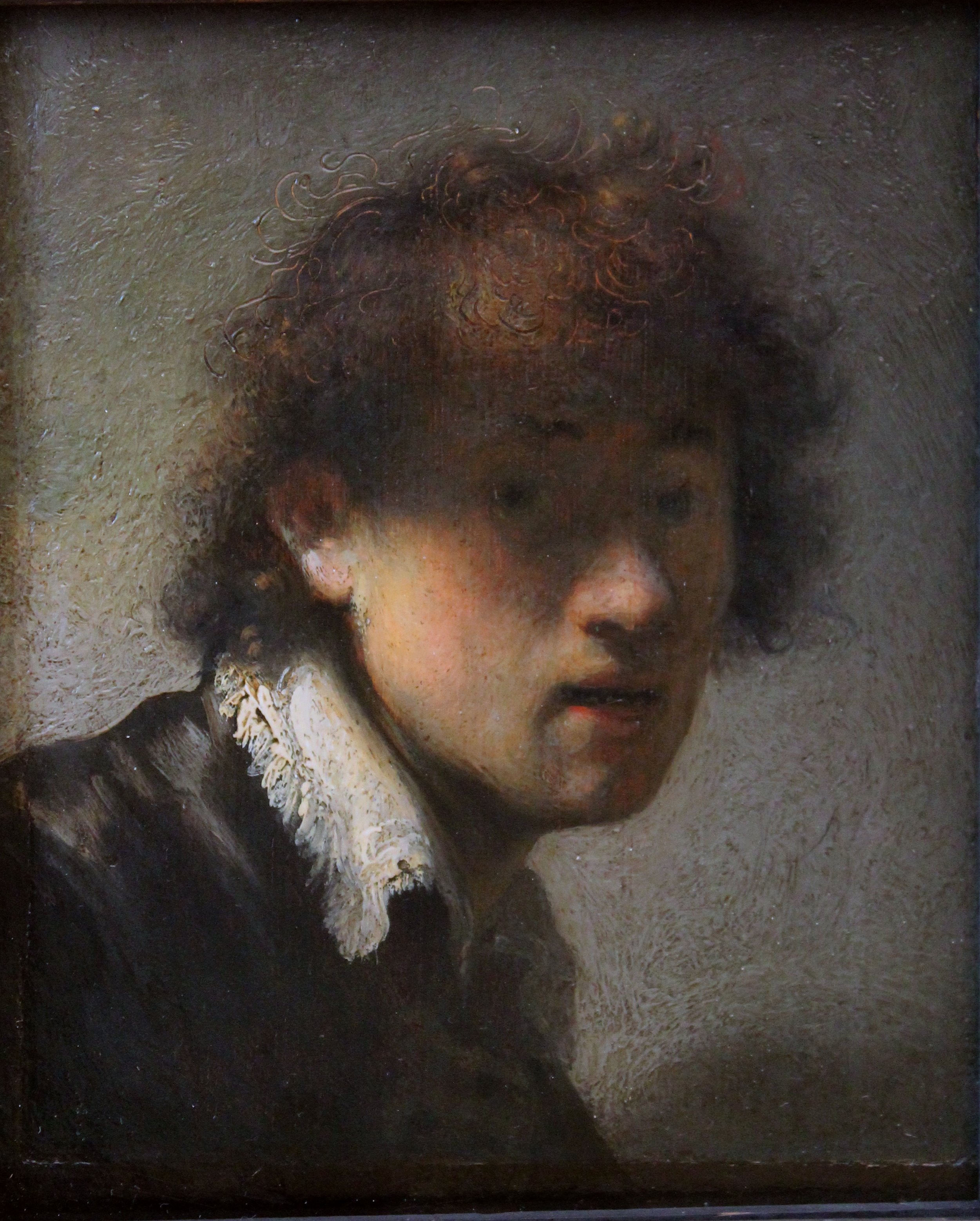
Selbstbildnis (1629)
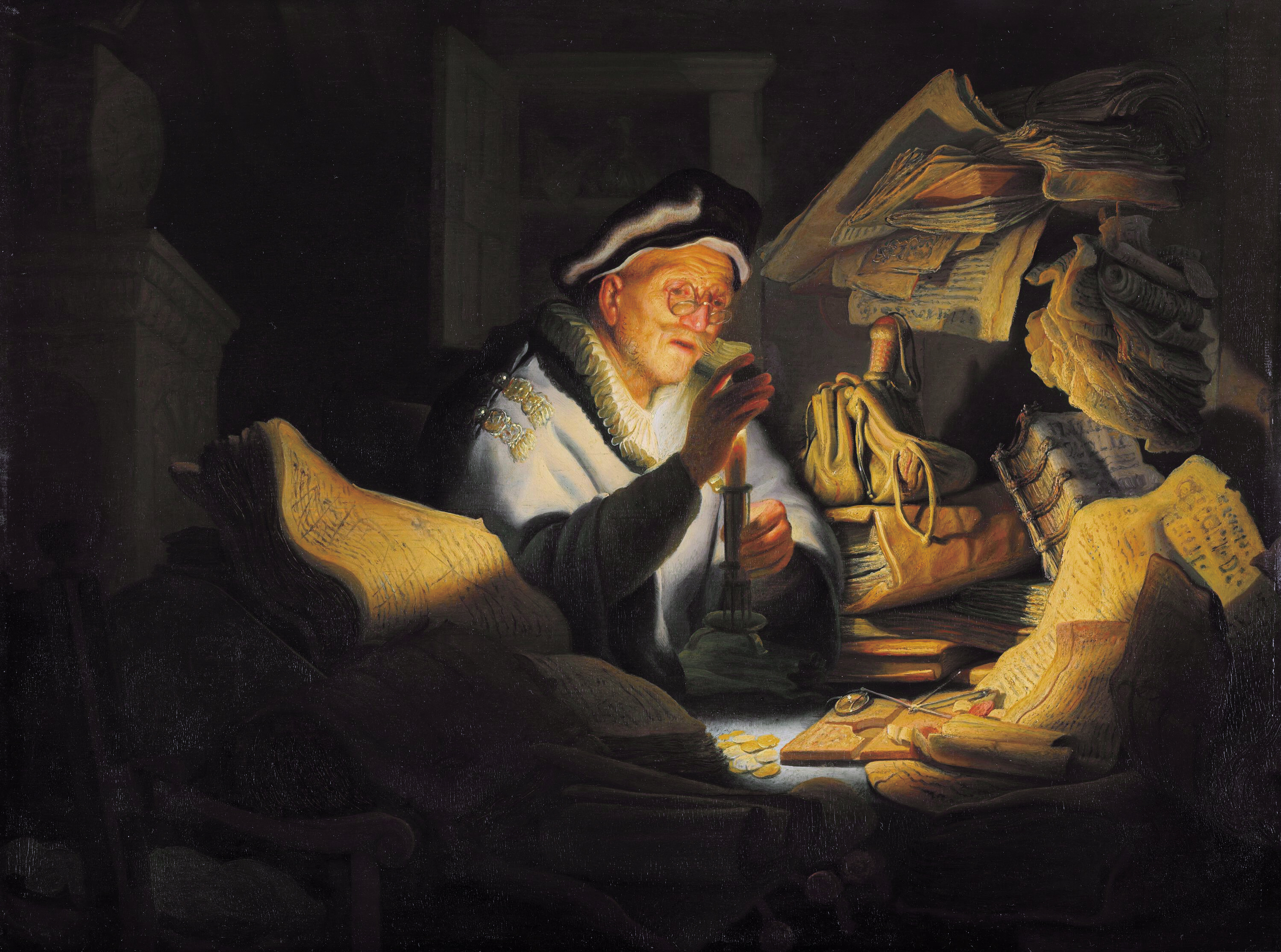
Der Geldwechsler oder Der reiche Narr (1627)
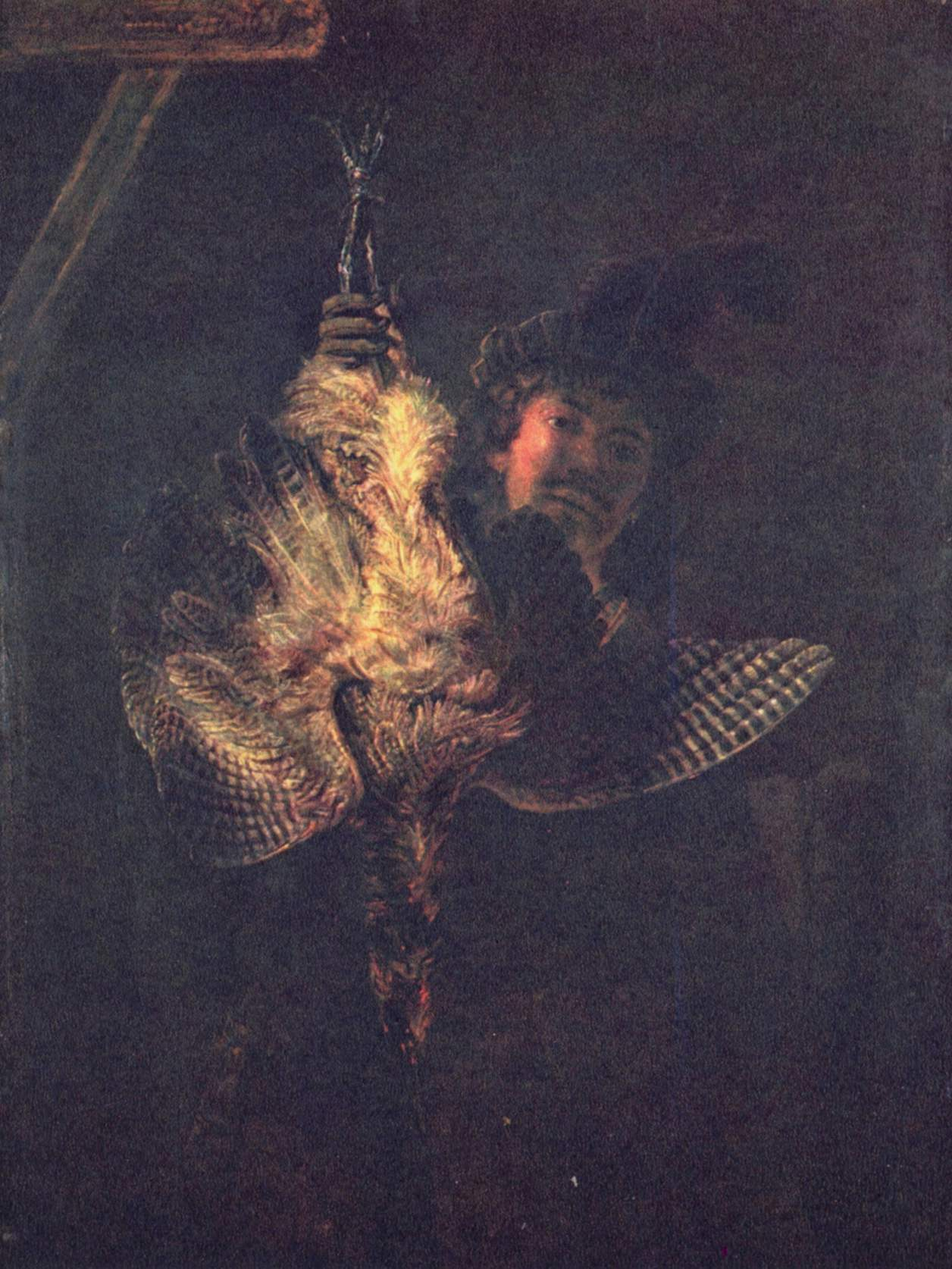
Selbstporträt mit toter Rohrdommel (1639)
Kapitän Frans Banningh gibt seinem Leutnant den Befehl zum Aufmarsch der Bürgerkompanie (Nachtwache, 1642)

Elf Glockenschläge reißen den Protagonisten aus seinen Gedanken. Zu diesem Zeitpunkt wird das Mädchen aus dem Rathaus auf den Richtplatz geführt.

### Erinnerungen an Ricky

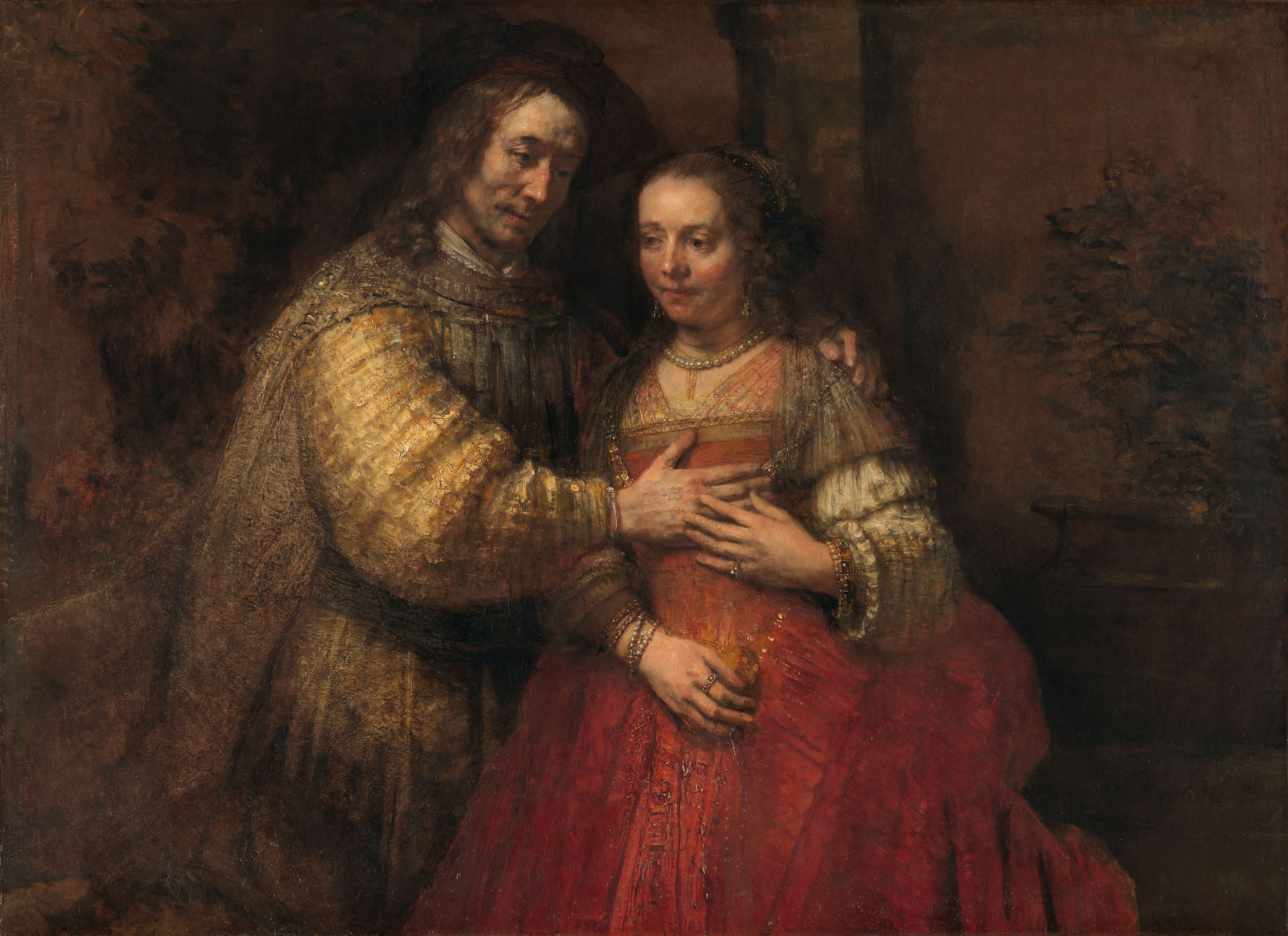
Die jüdische Braut (1665–69)

Der Maler kehrt nach seiner Farbenbestellung in einem Wirtshaus an der Oude Eylandsgracht ein und trifft auf Minna Cloeck (Kp. 10). Vor Jahren stritt er mit ihrem Mann wegen eines Porträts, das dieser wegen mangelnder Ähnlichkeit nicht annahm. In ihre Gedanken sind die damaligen finanziellen und gesellschaftlichen Probleme des Künstlers eingeblendet: Wegen seiner nicht legalisierten Beziehung zu seiner Gefährtin und Haushälterin, die er, wie ein Kollege Cloecks erzählte, nicht standesgemäß als Göttin Juno mit Krone und Zepter malte, ist der Maler ins Gerede gekommen. Auch über den Ablauf des Konkurses „Cessio bonorum“ am 25. Juli in seinem ehemaligen Haus in der Breestraat ist Minna durch den befreundeten Sekretär der städtischen Konkursverwaltungskammer Franz Bruyningh gut informiert. Ebenso weiß sie über Elsjes Verhöre (Kp. 11) am 28. und 29. April sowie am 1. Mai Bescheid, bei denen ihr Mann als einer der neun Schöffen fungierte: Das Mädchen gab Auskunft über den Streit mit der Zimmerwirtin und den die Tat auslösenden Schlag mit dem Besen. Das Urteil lautete, dass sie „am Pfahl zu erdrosseln sei, bis der Tod einträte, dass ihr mit der Mordwaffe etliche Schläge an den Kopf zu versetzen seien und dass ihr Leichnam nicht der Erde anzuvertrauen, sondern an einem Pfahl auf dem Galgenfeld Volewijk zur Schau zu stellen sei, um im Laufe der Jahreszeiten von der Lufft unt den Vögheln verzehrt zu werden.“
Auf seinem Rückweg (Kp. 13) entwickelt der Protagonist, vor dem Hintergrund der Erinnerungen an die Epidemie des letzten Jahres, an die Pestzimmer, den physisch-psychischen Zerfall der kranken Geliebten und an die in einem Trödelladen zu Perücken verarbeiteten Haare der Toten, Ideen, das Liebespaarbild aus seinen schmerzlichen Erfahrungen heraus zu verändern. Der Erzähler schaltet hier van Goghs Bemerkungen zum Gemälde „Die jüdische Braut“ ein: „Um so malen zu können, muß man mehr als einmal gestorben sein.“

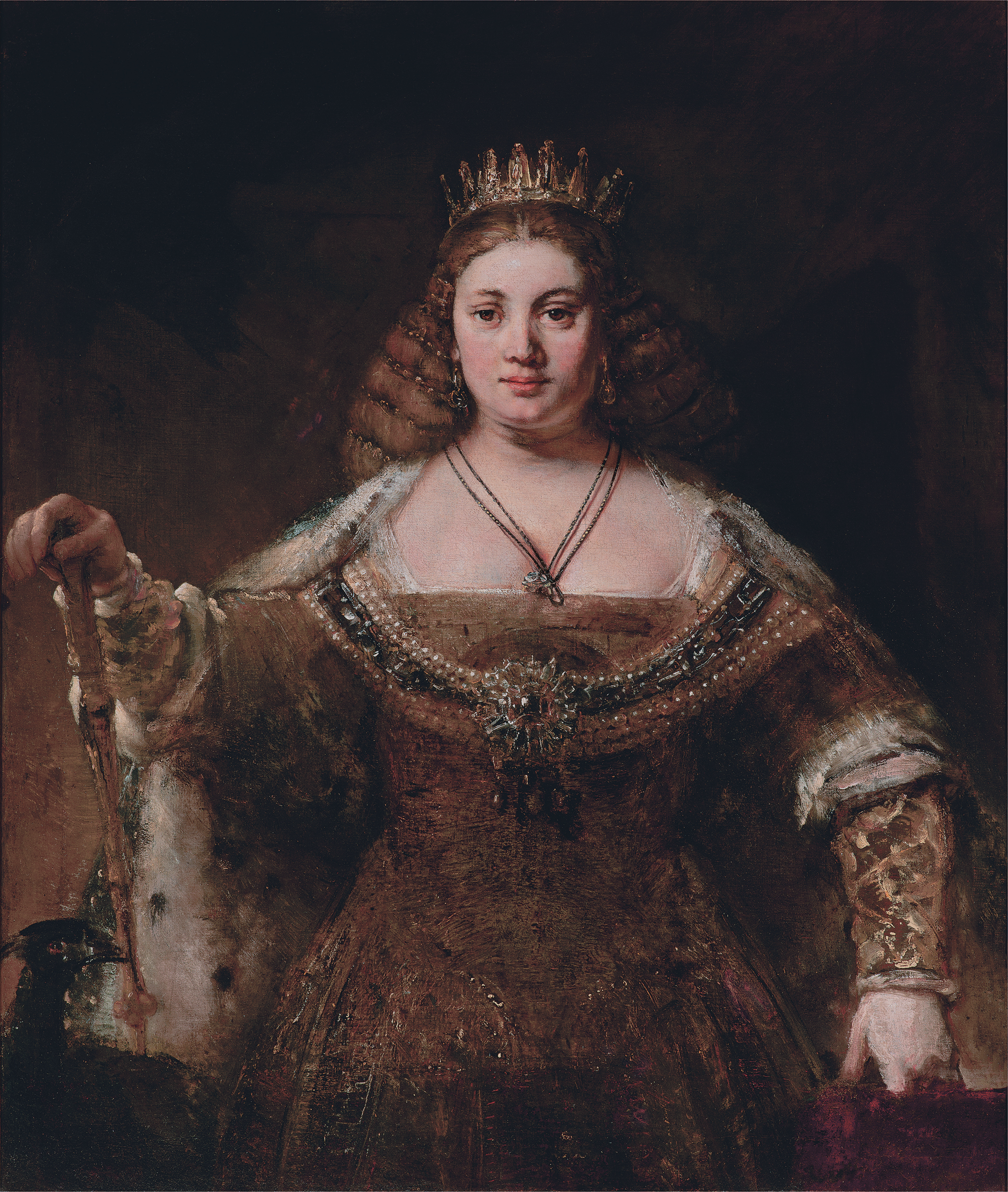
Ricky als Göttin Juno (1662–65)
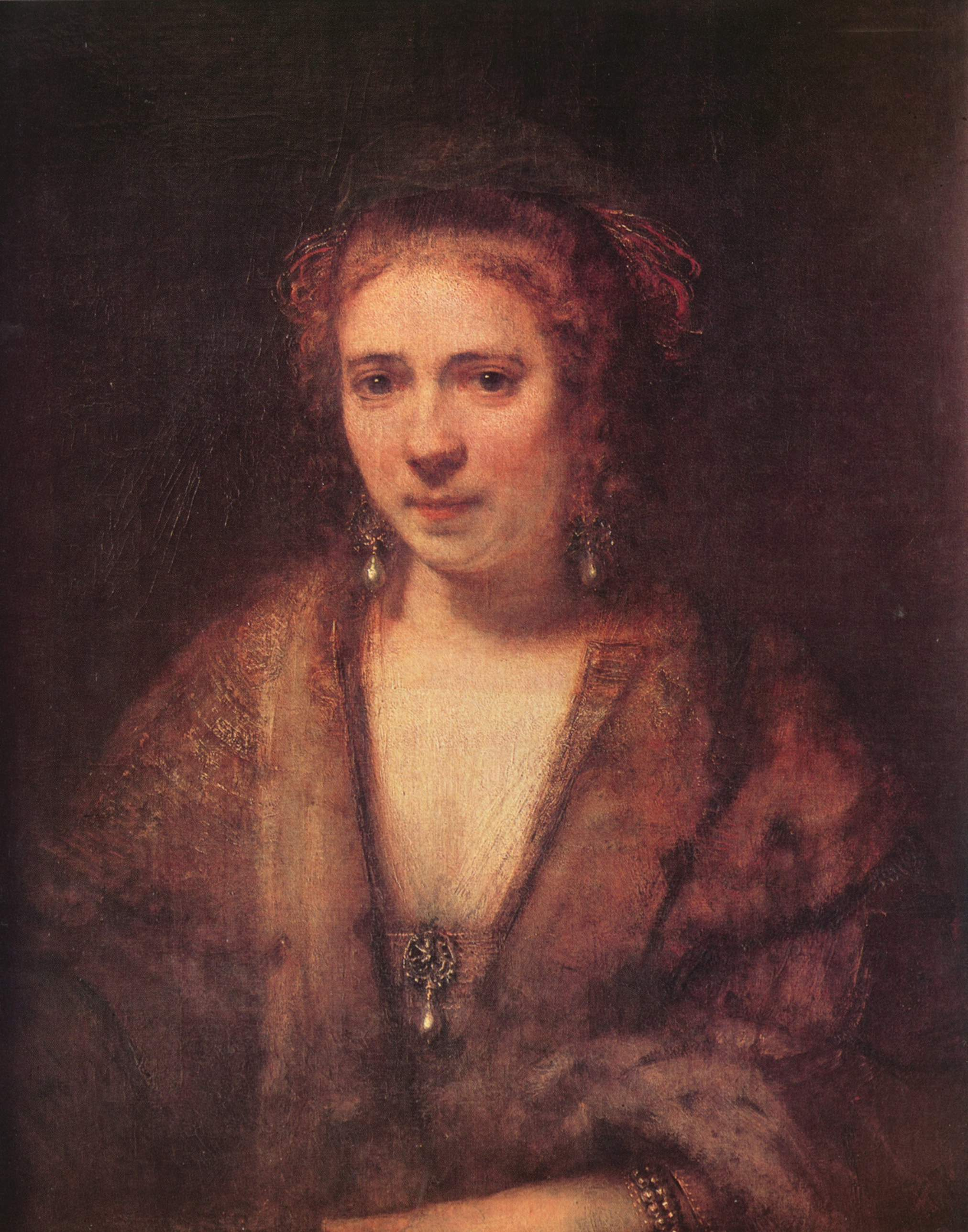
Porträt der Hendrickje Stoffels (1655): Hendrickje mit Pelz
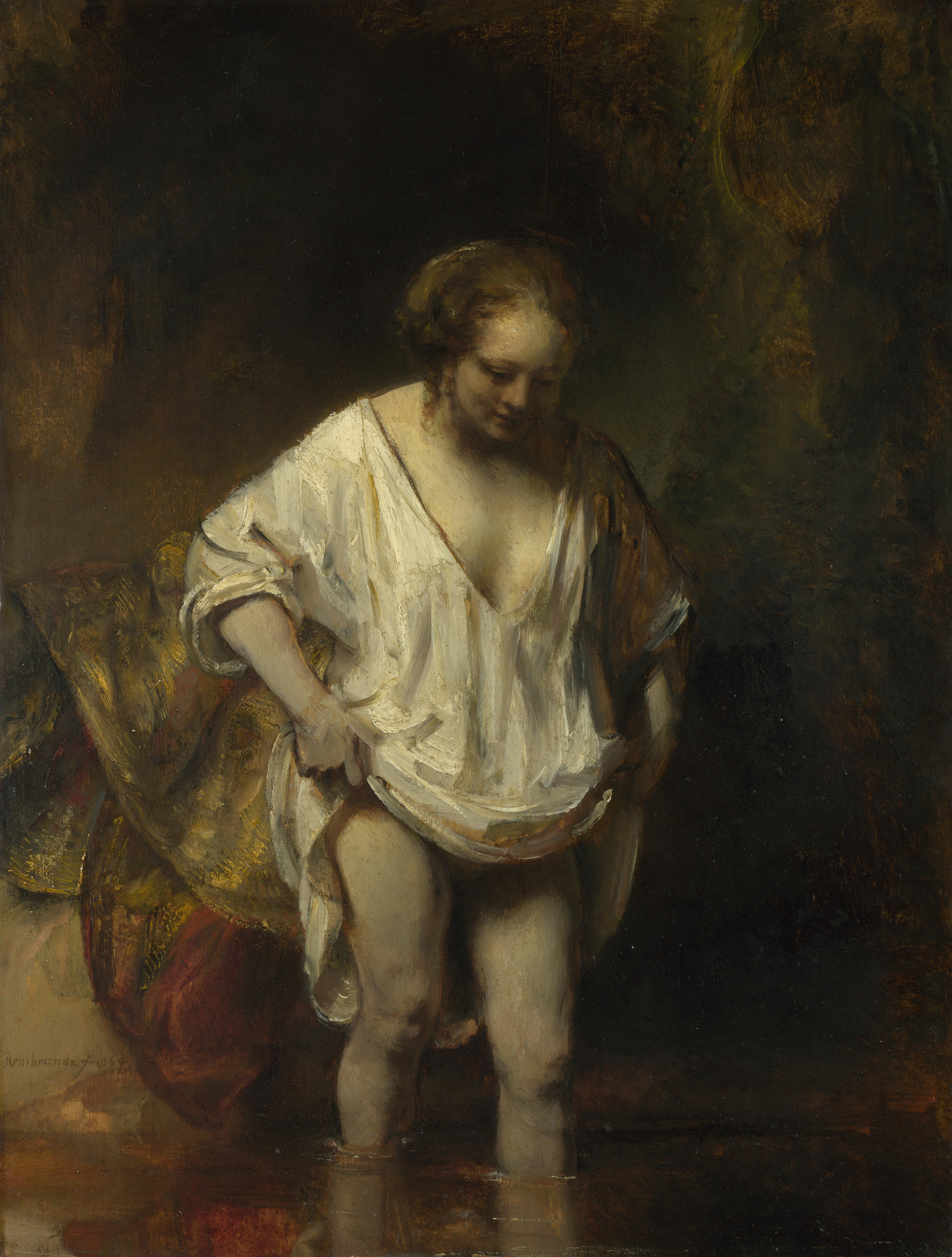
Hendrickje badend (1654)
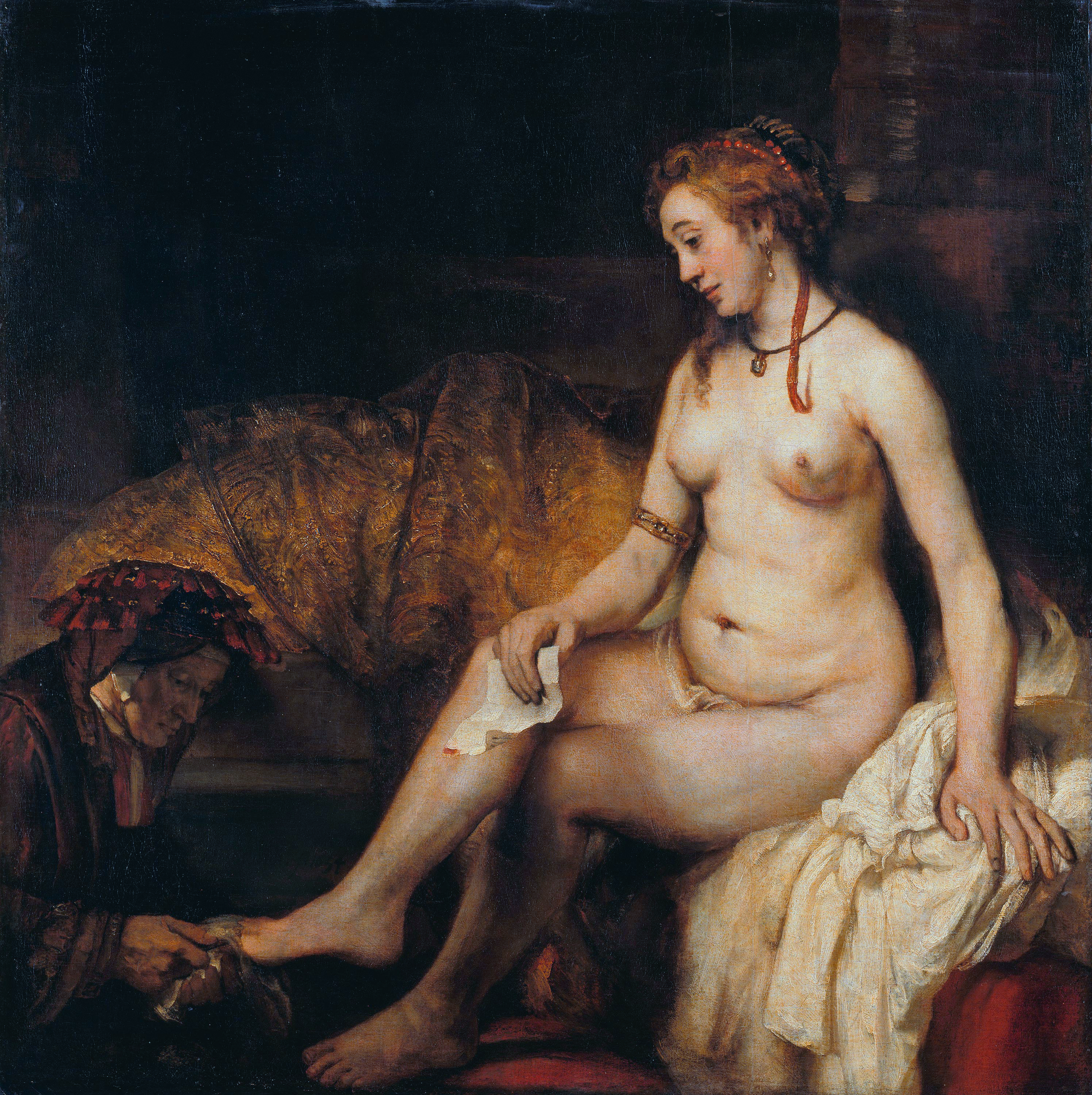
Bathseba mit Brief des Königs David (1654)

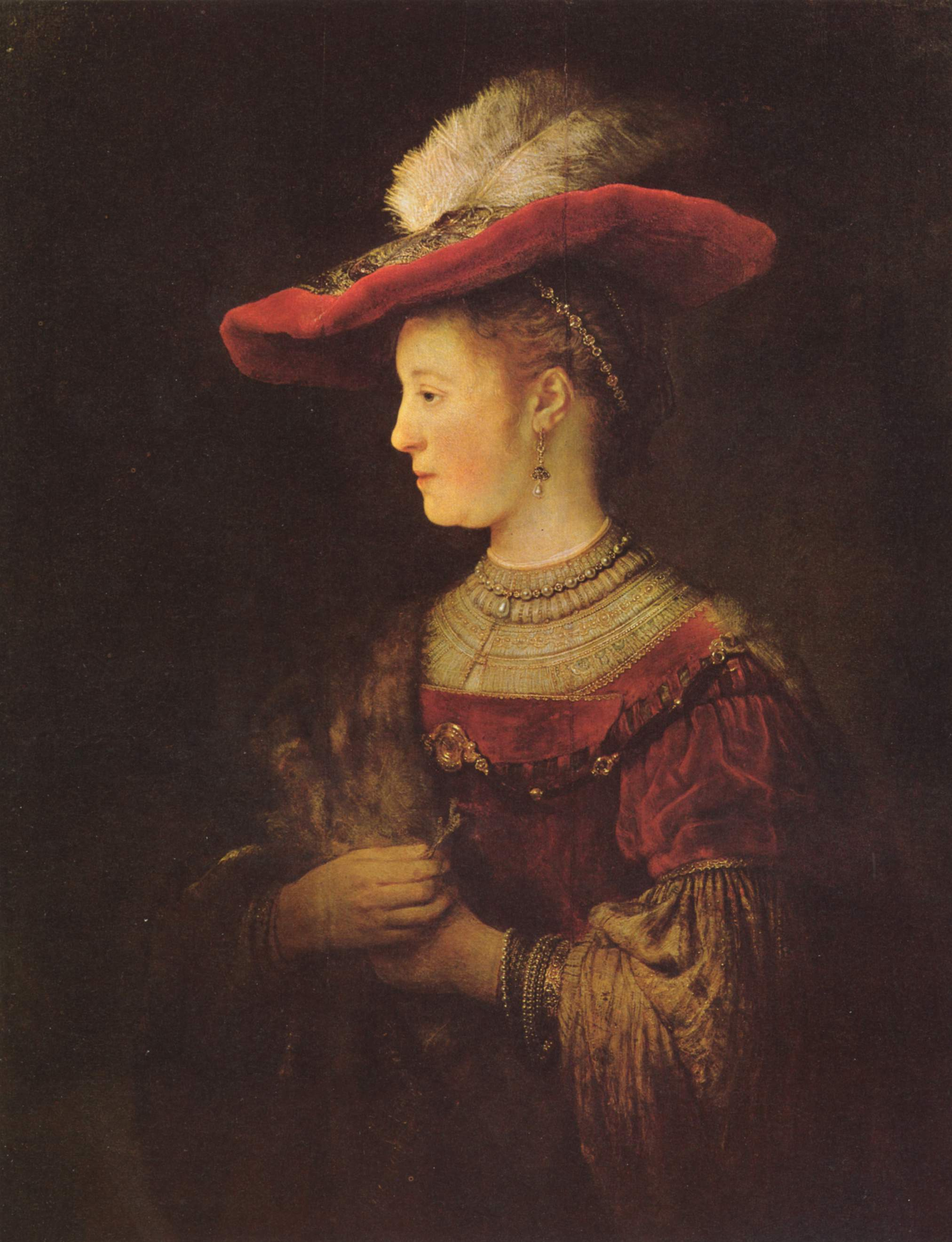
Bildnis Saskias van Uylenburgh, Rembrandts erster Frau
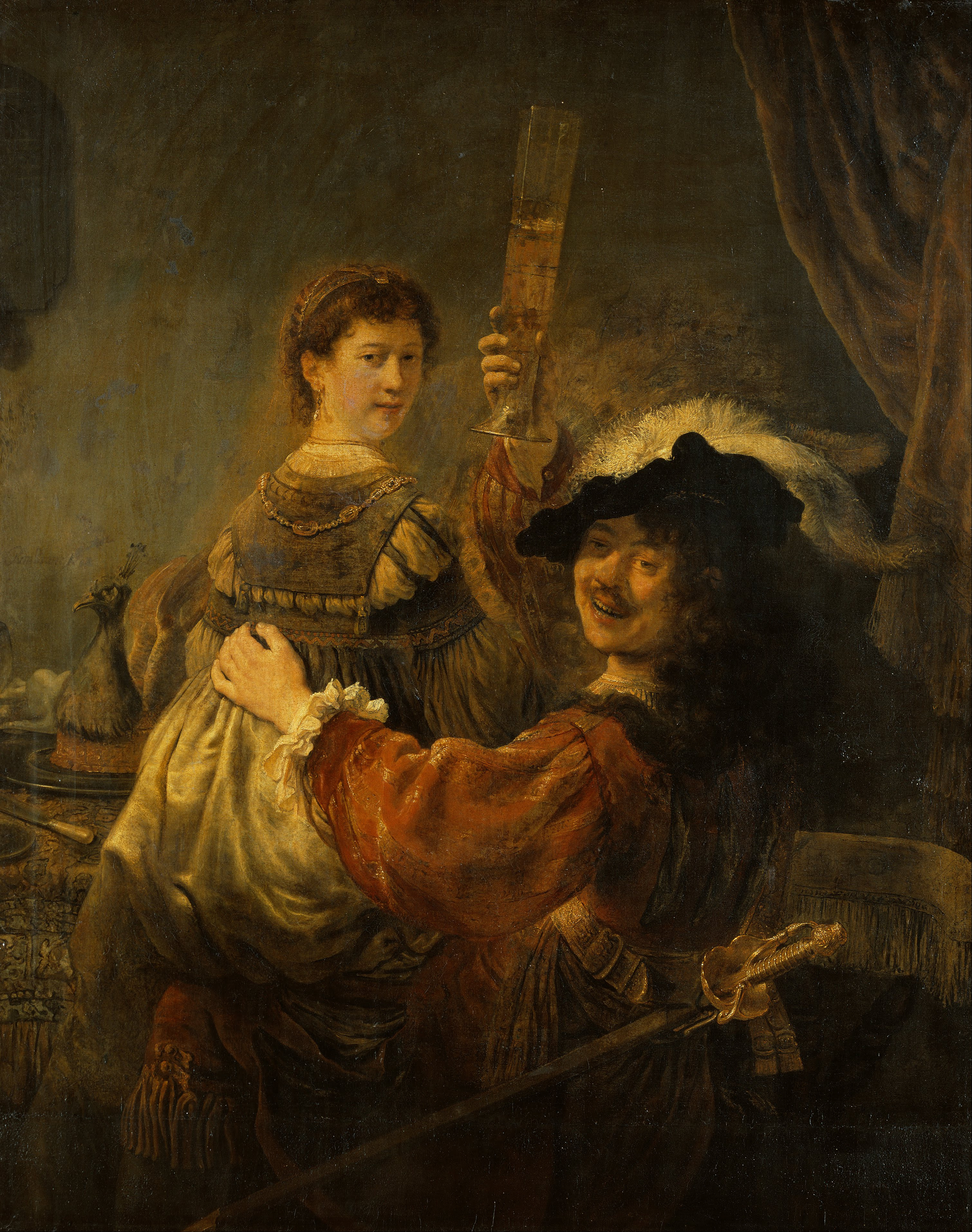
Rembrandt und Saskia im Gleichnis vom verlorenen Sohn. (1635/36)

Der Maler kommt gegen ein Uhr ins Haus an der Rozengracht zurück (Kp. 14) und vergleicht es mit dem im vierten Jahr seiner ersten Ehe erworbenen Gebäude in der Breestraat, das nach 20 Jahren wegen finanzieller Probleme verkauft werden musste. Er erinnert sich, wie Ricky ihrem damals ca. achtjährigen Stiefsohn, der seine Mutter nie kennen lernte, ein Porträt dieser schönen Frau gezeigt hat, die in ihrem Testament die Wiederverheiratung ihres Mannes durch die Bedingung erschwerte, in diesem Fall dem Sohn das mütterliche Erbe sofort auszuzahlen. Deshalb wurde er vom Pfarrer wegen seines „außereheliche[n] Sexualleben[s]“ mit seiner Dienstmagd kritisiert (Kp.15). Diese Situation assoziiert der Maler mit seiner Gestaltung der alttestamentlichen Situation König Davids und seiner Geliebten Bathseba, für die Ricky sein Modell war: „Ihr Gesicht malte er sowieso anders als ihr wirkliches Gesicht, und den Blick veränderte er in nachdenklich, in doch-ein-bißchen-sehr-sehr-besorgt. Sie hielt einen Brief in der Hand. Ein König lud sie in sein Bett.“ Kurz darauf erkrankt Ricky durch einen Flohbiss am Hals, und die Pest nimmt innerhalb einer Woche ihren schnellen Verlauf: Fieber, Schwellungen, Behandlung mit schweißtreibenden Mitteln und Brei auf den Beulen, die von einer Pestmeisterin aufgeschnitten werden, Atemnot, Irrereden und Tod.
Das 15. Kp. ist eingerahmt von drei Bildbeschreibungen, neben dem als Leitmotiv immer wiederkehrenden Liebespaar, diesmal mit der Akzentuierung einer Frage, ob „das Glück vor allem etwas Vergangenes ist?“, sind es die Folgenden:

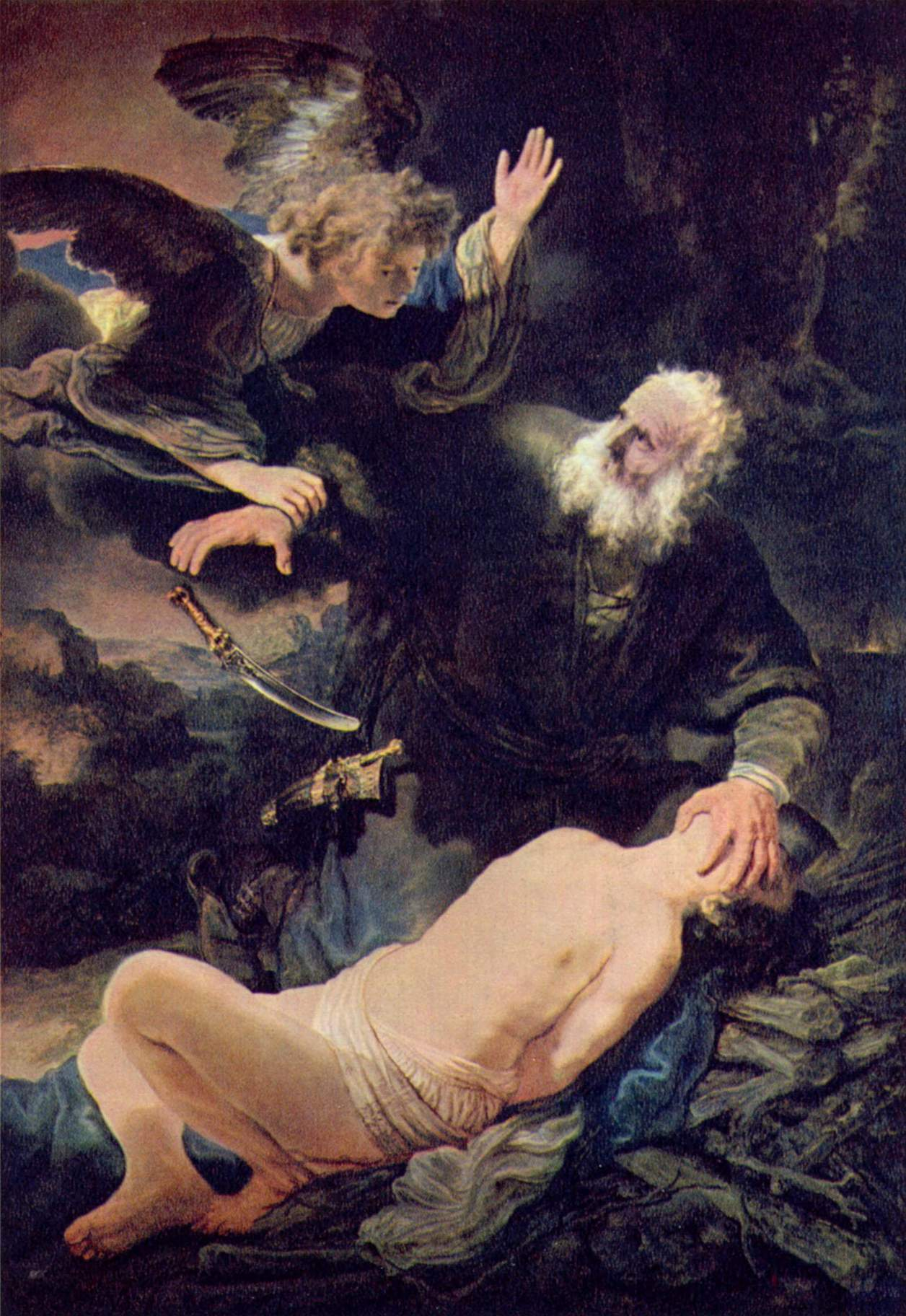
Der Engel verhindert die Opferung Isaaks.(1635):„Daß […] Isaak große Ähnlichkeit mit seinem Sohn hatte, allerdings älter war als dieser jetzt, etwa sechs, sieben Lebensjahre, die dem Jungen in Wirklichkeit nicht mehr vergönnt sein würden, war ihm nie aufgefallen“
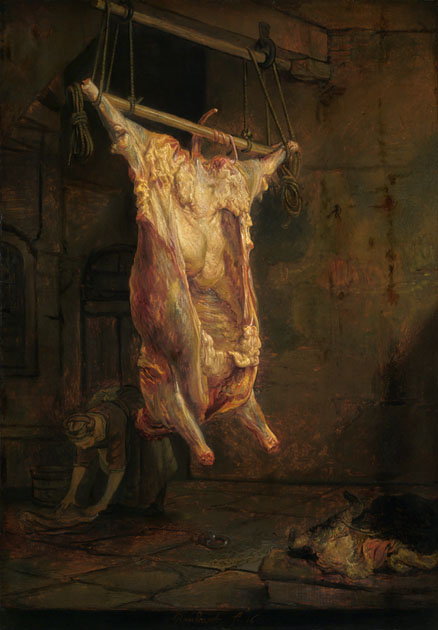
Der geschlachtete Ochse (1643): „Das kopfunter aufgehängte Geschöpf drückte nichts anderes aus als seinen vergeblichen, gewaltigen Lebenswillen. Der Maler hatte das Bild mit kurzen rasenden Strichen angelegt.“

### Die Intimität der Zeichnung
Während die Leiche des toten Mädchens nach der Hinrichtung auf eine Schaluppe in Richtung IJsselmeer gerudert wird, betrachtet der Künstler im Atelier (Kp. 18) sein Liebespaarbild und erinnert sich an seine Zwiesprachen mit Tizian, der ihn zu dem liegenden Akt der Danaë inspirierte, den ein Mann, wie der Erzähler einblendet, 1985 in der Leningrader Eremitage mit Messer und Säure attackierte. Er diskutiert mit dem italienischen Vorbild die Frage: Sollte man ein Bild unverzüglich mit Farbe anlegen oder erst vorzeichnen? Braucht ein gutes Bild Nähe oder Distanz? Der Holländer meint, es gebe „nichts Intimeres“, nichts von „größere[r] Nähe“ als die Zeichnung, z. B. seine Ricky-Skizzen.

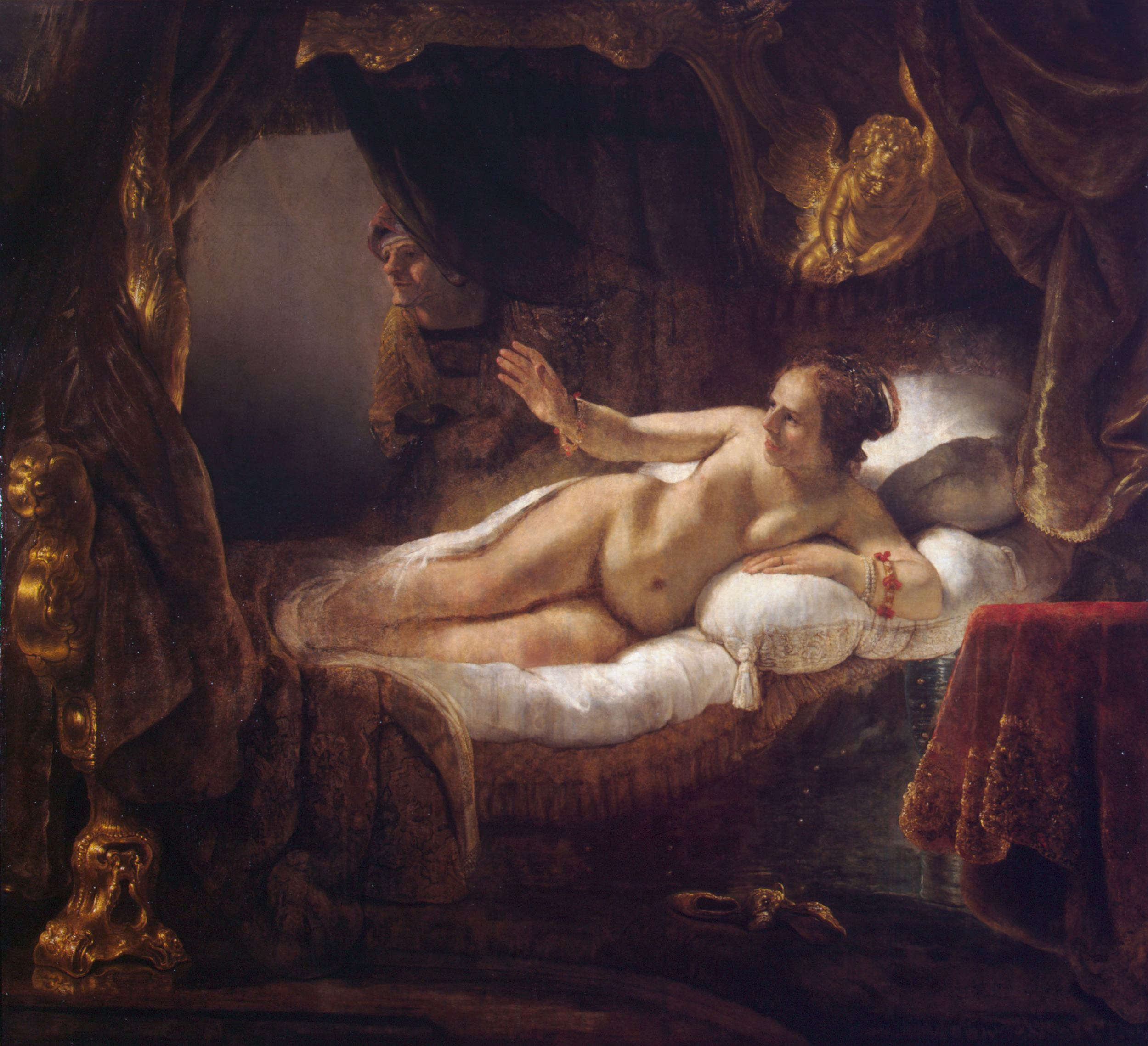
Das Mädchen im „tausendfachen Licht des verliebten Gottes“
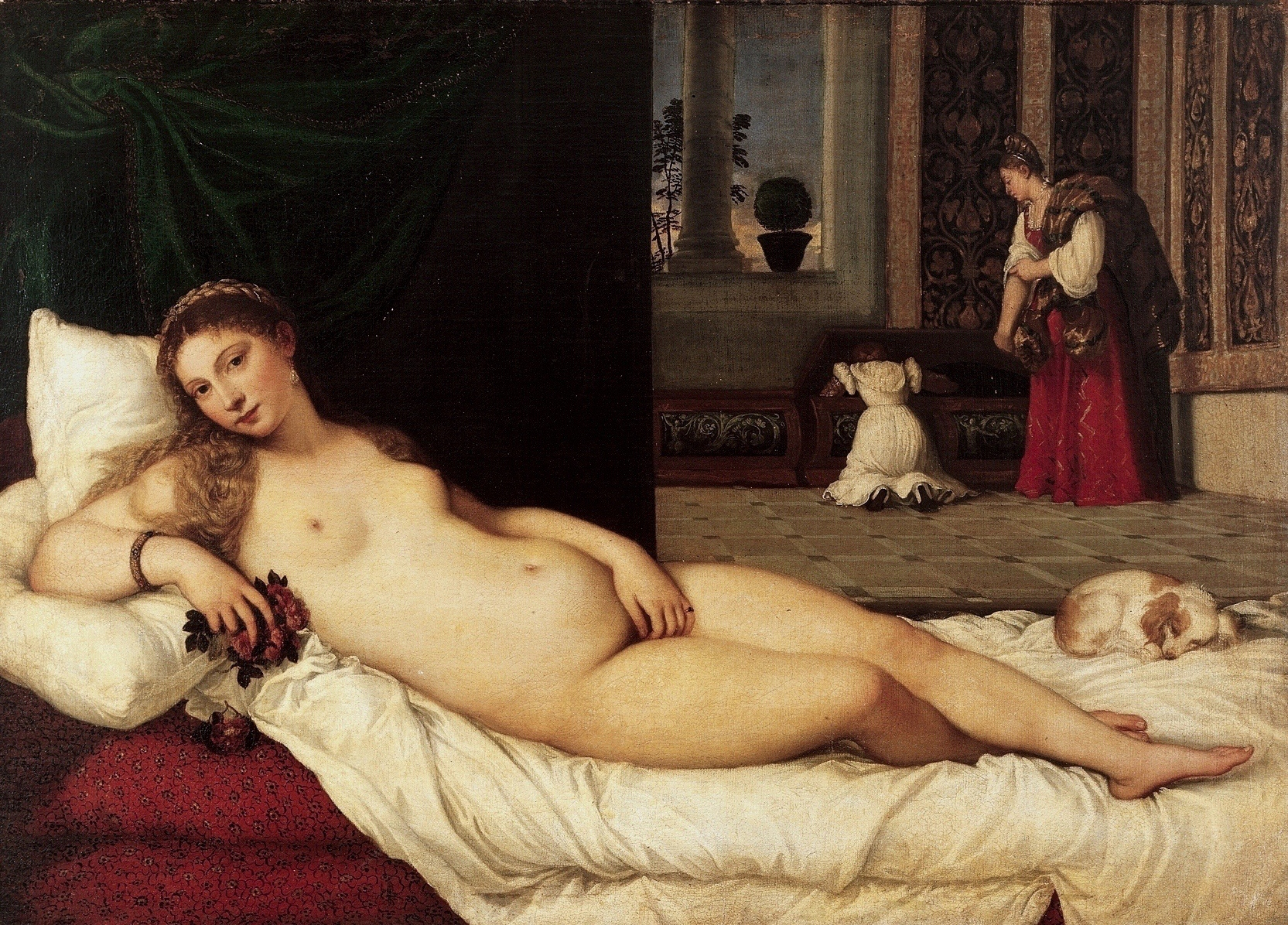
Inspiration für den Maler: Tizians Venus von Urbino (1538)

„Zusammengesunken saß sein Mädchen, gerade Mutter geworden, da und dachte an etwas Ernstes“[24]
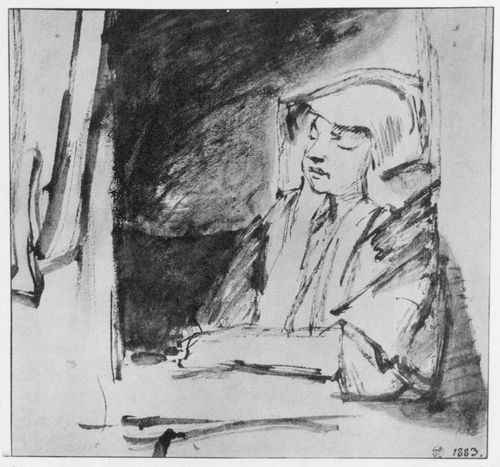
„Und kurz darauf eine zweite [Zeichnung], vollkommen sorglos jetzt, das Nachmittagslicht auf ihrem gesunden Gesicht.“
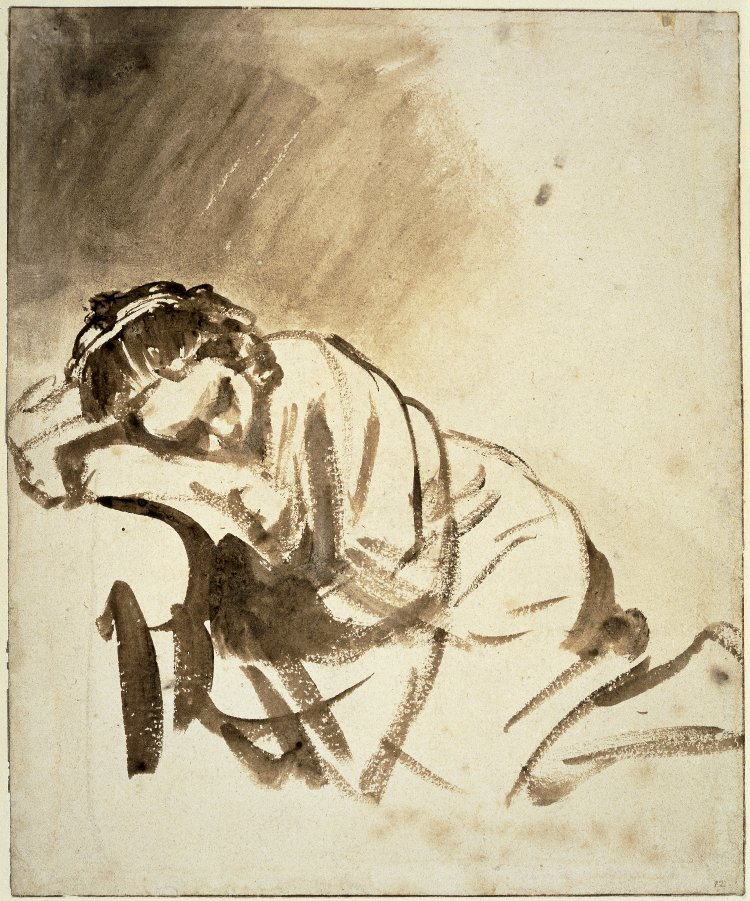
„[Es gibt] absolut nichts Intimeres als die Zeichnung. Eine größere Nähe gibt es nicht.“
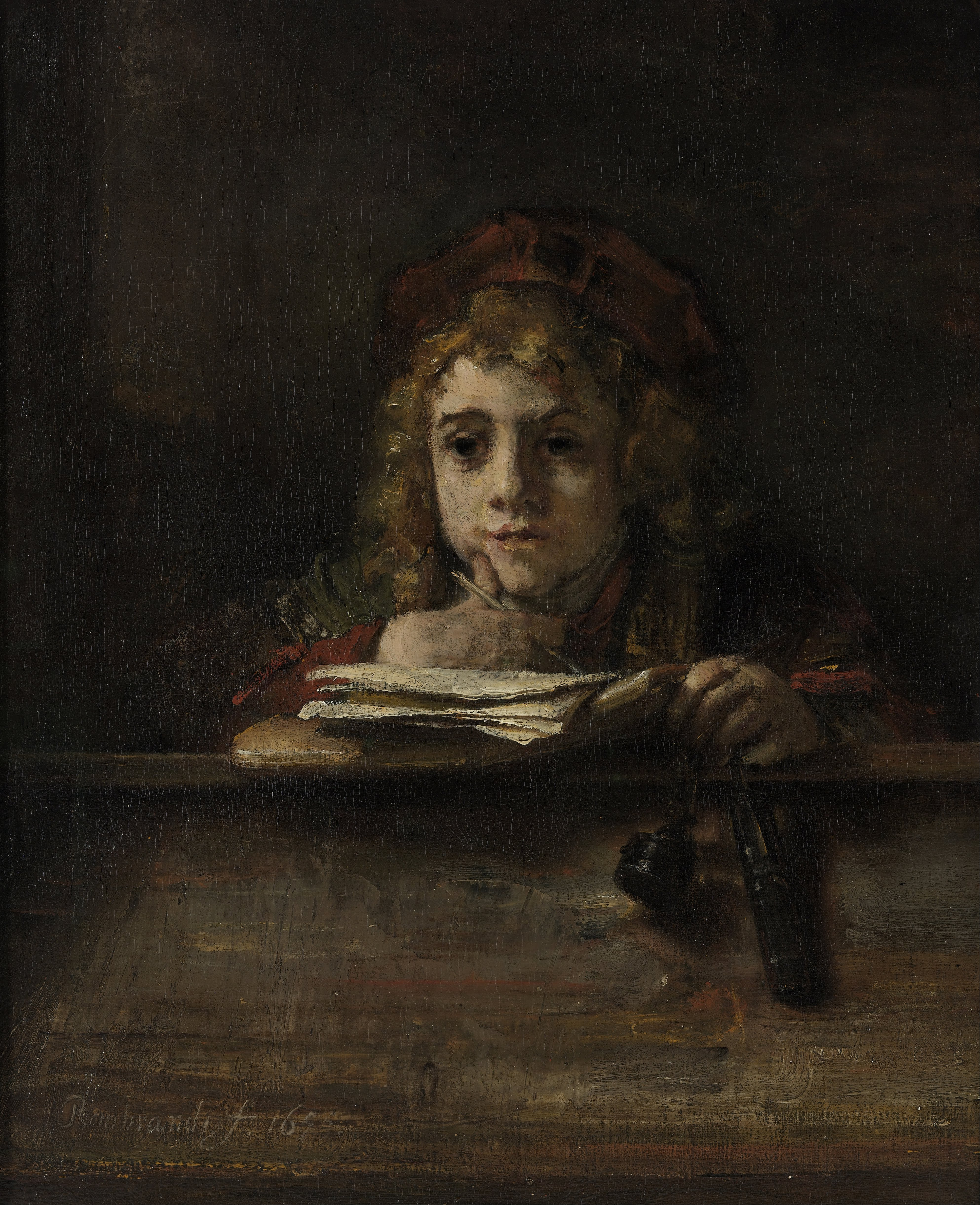
„Der Maler beobachtete […] unwillkürlich, wie er es gewohnt war, die Gesichtszüge seines Sohnes und zeichnete sie in Gedanken nach“
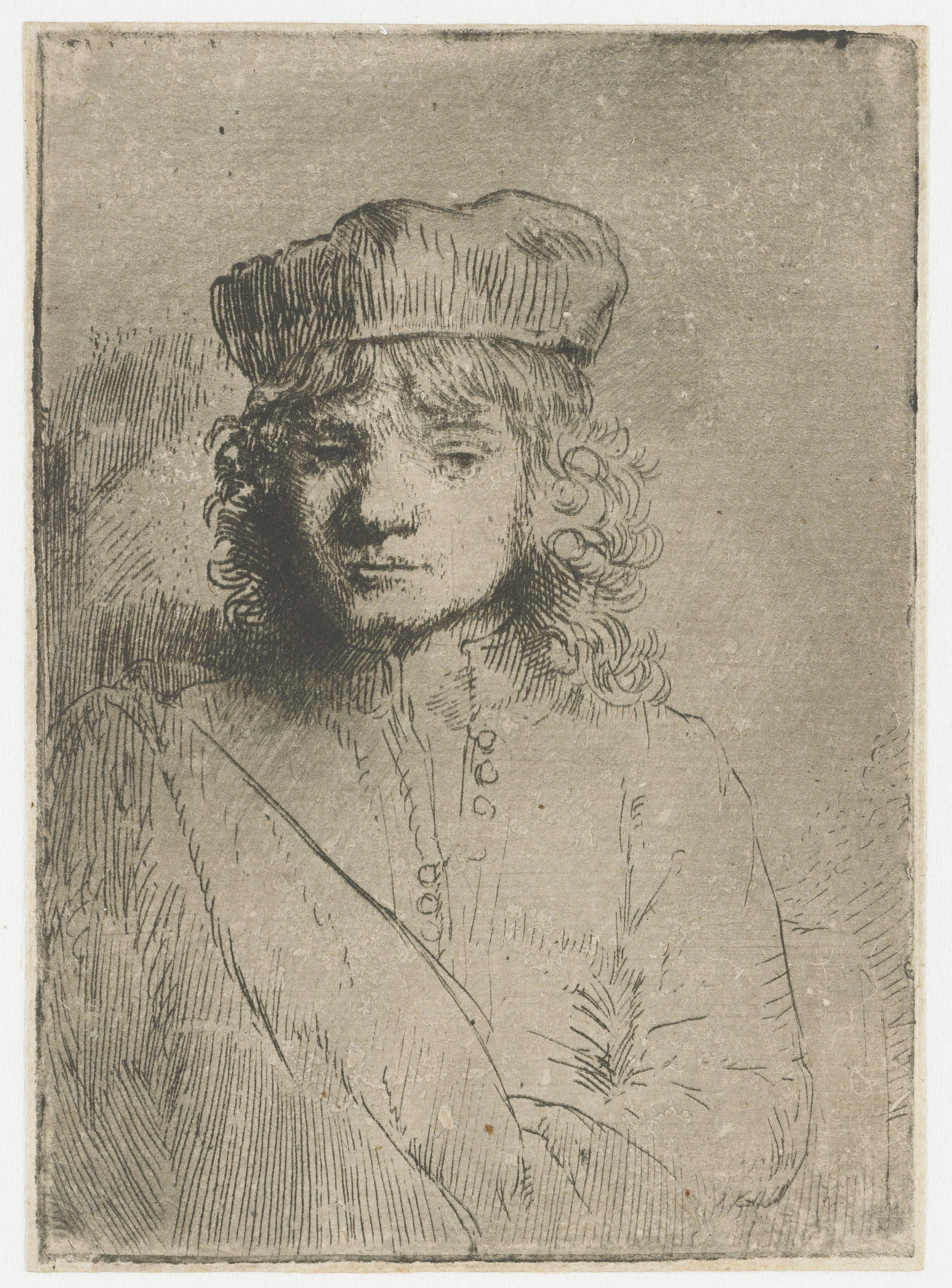
„Dieser Vater hatte seinen Sohn schon oft porträtiert und als Modell für verschiedene Figuren genommen“

### Die Hinrichtung des Mädchens
Der Sohn des Protagonisten ist inzwischen heimgekehrt (Kp. 19) und schildert aus seiner  Perspektive, wie das mit einem dunkelroten Rock, einer violetten Jacke und einem weißen Häubchen bekleidete Mädchen „ganz allein vor dem Schultheiß“ im Gerichtssaal steht, wie sie später (Kp. 25) das Rathaus durch eine Seitentür verlässt, sich gegen die Henkersknechte wehrt, dem Sohn des Kerkermeisters Simon das Gesicht zerkratzt und schreit. Sie muss zum Schafott gezerrt werden, wo sie der Scharfrichter Chris Jansz  aus Haarlem mit einem Strick erdrosselt.
Das Schicksal Elsjes hat sich durch die Erzählung des Sohnes „in seinen Kopf eingenistet.“ Mit dessen Augen beginnt nun „[d]er Maler […] das Mädchen zum erstenmal wirklich vor sich zu sehen. Das heißt, er erblickt[] sie durch die Erschütterung in den plötzlich wieder naiv-kindlichen Augen seines Sohnes“. Im Atelier packt er die Zeichensachen zusammen: Er will die Tote am Pfahl malen.
In diesen Bericht eingeschoben sind Situationen, die der Sohn des Malers nicht verfolgen kann. Diese Ereignisse werden teilweise neutral, teilweise aus dem Blickwinkel der Zuschauer, Elsjes oder des Scharfrichters dargestellt: das Warten im Kerker und die Zeremonie im Gerichtssaal mit der Verlesung des Tathergangs und der Urteilsverkündung durch den Stadtsekretär. Ebenso wird der Versuch des Pfarrers eingeblendet, in einer Gebetsrunde das „Kind des Todes“ dazu zu bewegen, die Tat zu bereuen (Kp. 23), um seine Seele zu retten, doch das „rebellische Mädchen“ weigert sich. Deshalb bleibt es beim Urteil der Zur-Schau-Stellung am Pfahl: Henkersknechte rudern die Leiche zum Galgenfeld (Kp. 27) und binden sie an einen Pfahl.

### Volewijk
Der Maler geht am Nachmittag zu den Anlegestegen der Nieuwe Waal am IJsselmeer-Kai (Kp. 26) und lässt sich von einem Fährmann nach Volewijk zum Kalvarienberg übersetzen. Hier lief er einst im Winter mit seiner ersten Frau, der „kleinen Roten“, entlang der Halbinsel Schlittschuh: an den Händen gefasst im selben Bewegungsrhythmus (Kp. 28). Er denkt an die toten Kinder während ihrer neunjährigen Ehe und ihre Lungenerkrankung, die sie nach der Geburt ihres Sohnes schwächte. Diese Gegend, die er jetzt mit dem Boot durchfährt, hat er immer wieder skizziert:

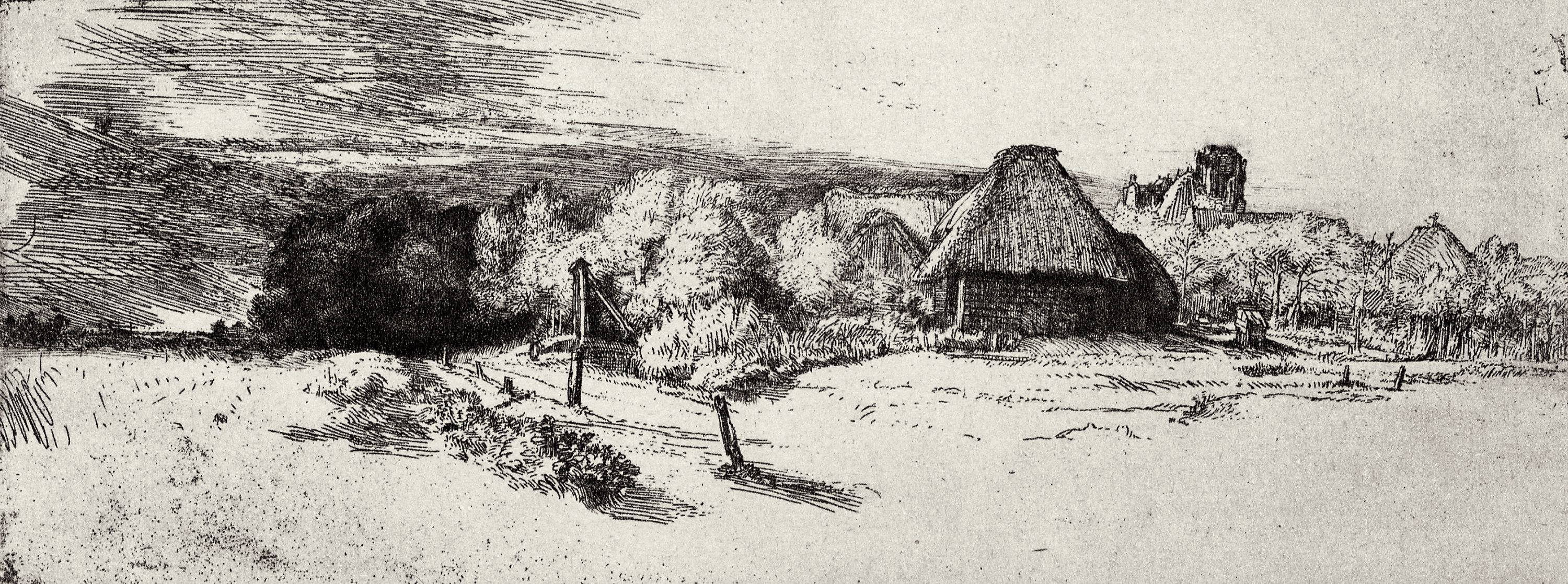
Landschaft mit Turm
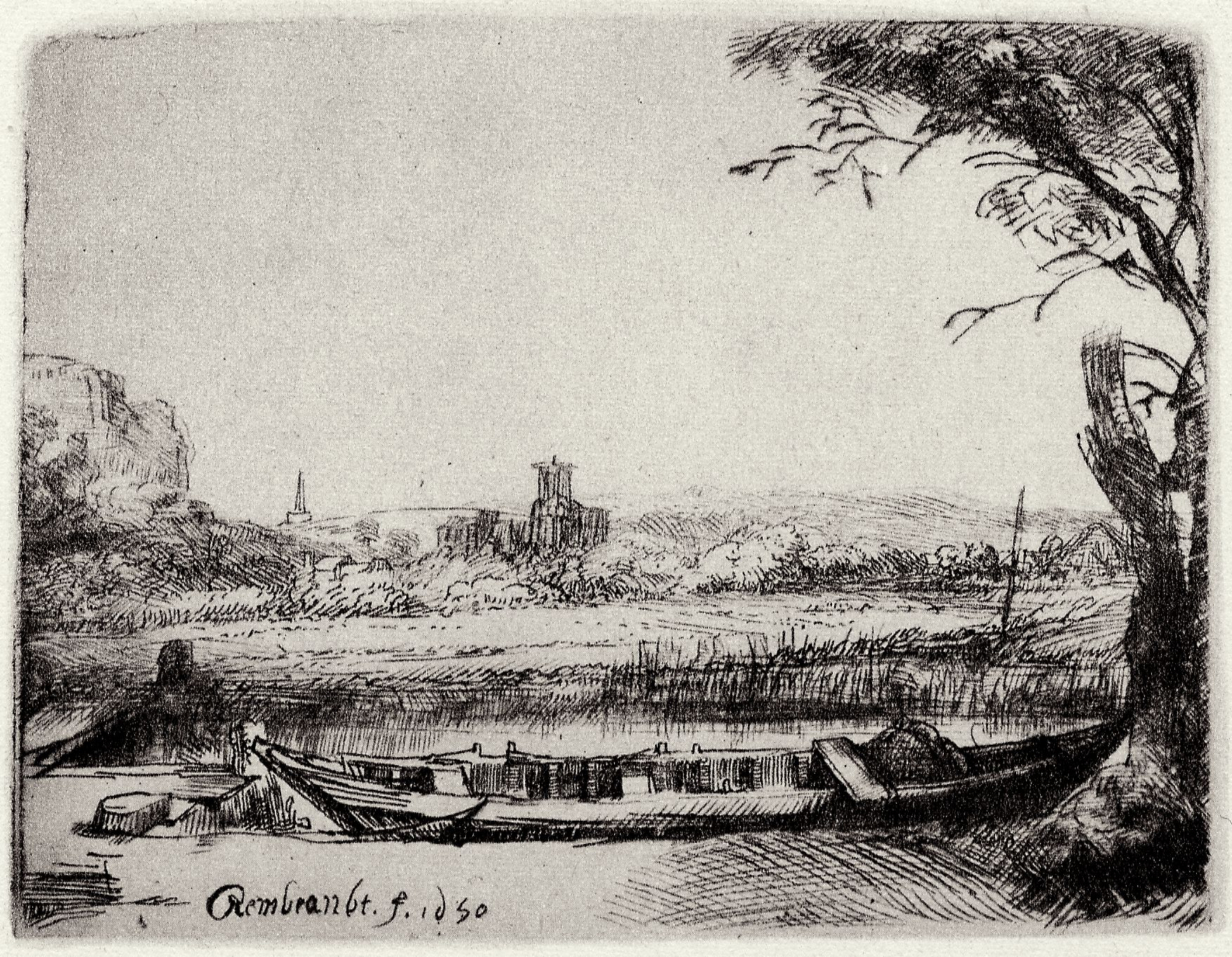
Landschaft mit Kahn
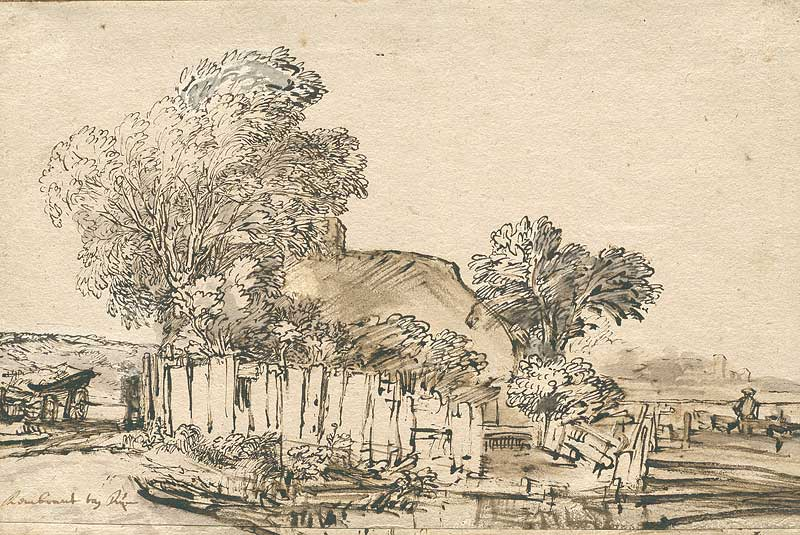
Haus mit Holzzaun, von Bäumen umgeben
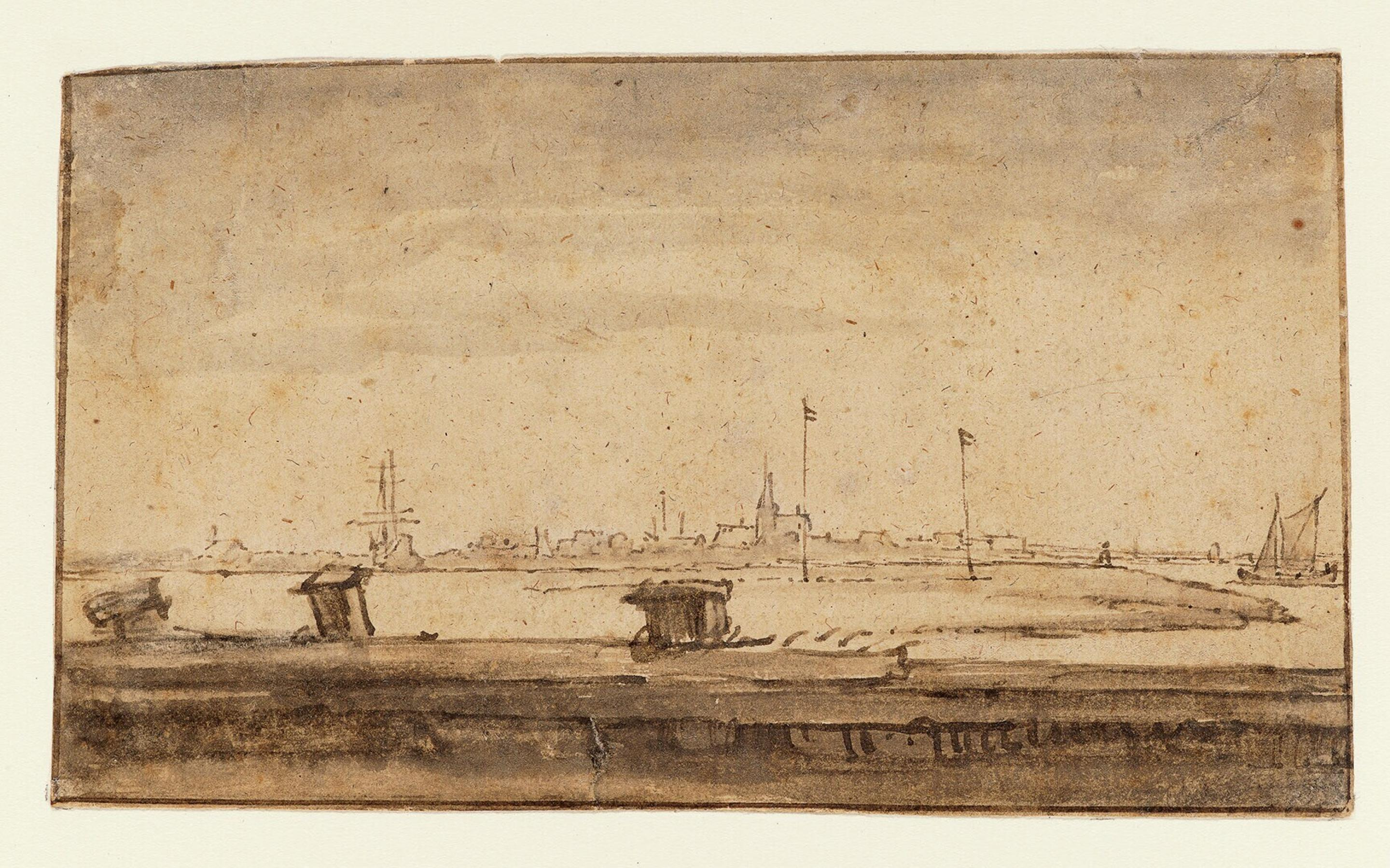
Federzeichnung von Schellingwou.

### Die Zeichnungen
Auch diesmal will er „[d]ie Wirklichkeit malen. Als einzigen, wahrhaften Lehrmeister der Schönheit die Natur akzeptieren. Aber – was ist die Natur des Todes?“ reflektiert er. Am Galgengrund angekommen (Kp. 29) zeichnet er („Er und das Mädchen“) mit Stift, Feder und Tusche-Pinsel in mehreren Skizzen die Tote am Pfahl: „Zeichnen ist die Ruhe seiner Gedanken. […] Er stellte alles genau nach der Wirklichkeit dar. […] doch ob es möglich ist, den Tod zu erforschen, darüber machte er sich keine Sekunde lang Gedanken. Sein Verständnis war in diesem Moment rein zeichentechnischer Natur. Schon richtete er sich auf. Die Zeichnung war fertig. Ob sie etwas von dem verborgenen Tod selbst, etwas Winziges, über dessen strenge Grenze hinaus vielleicht sichtbar machte?“

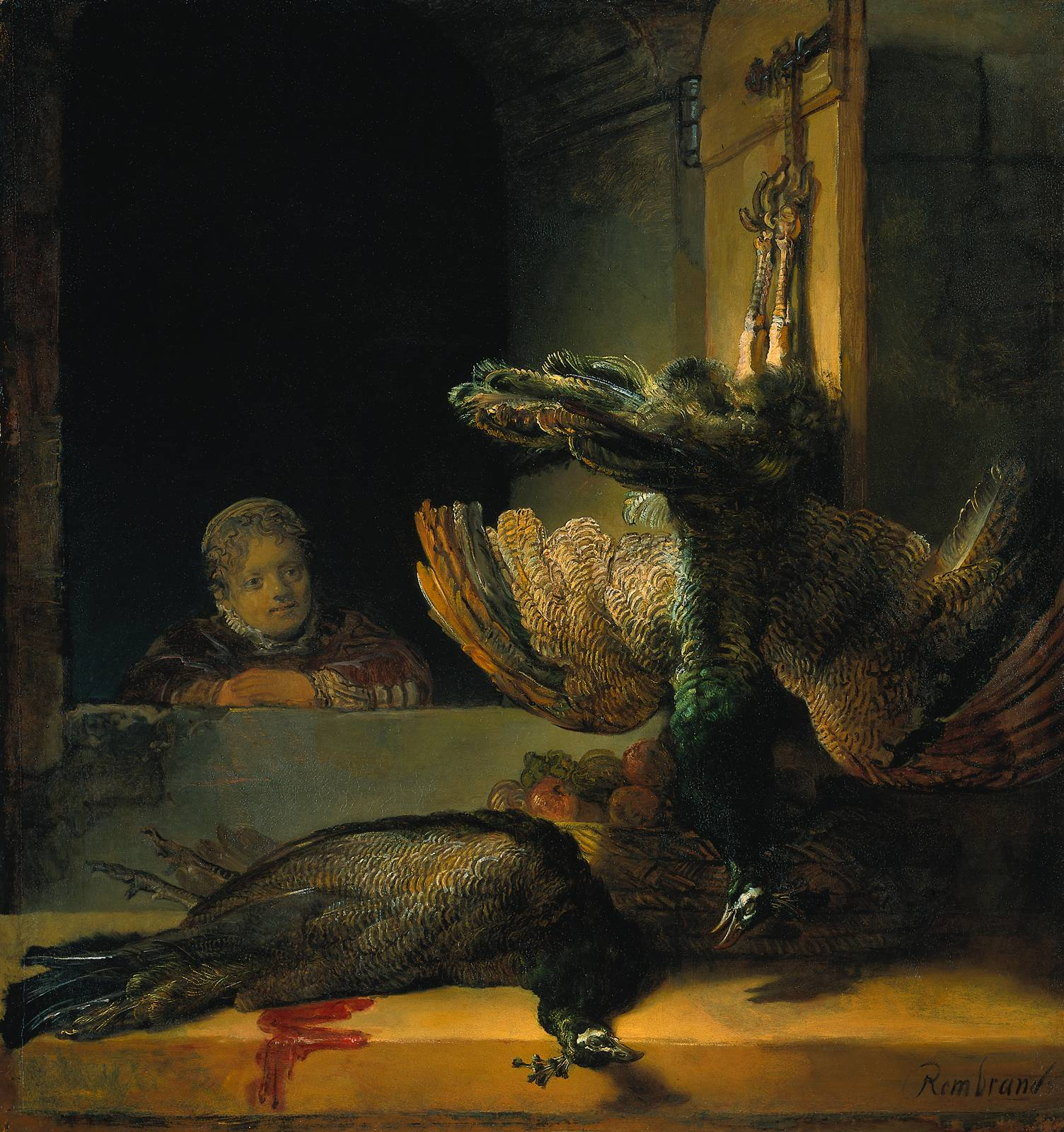
Mädchen mit toten Pfauen
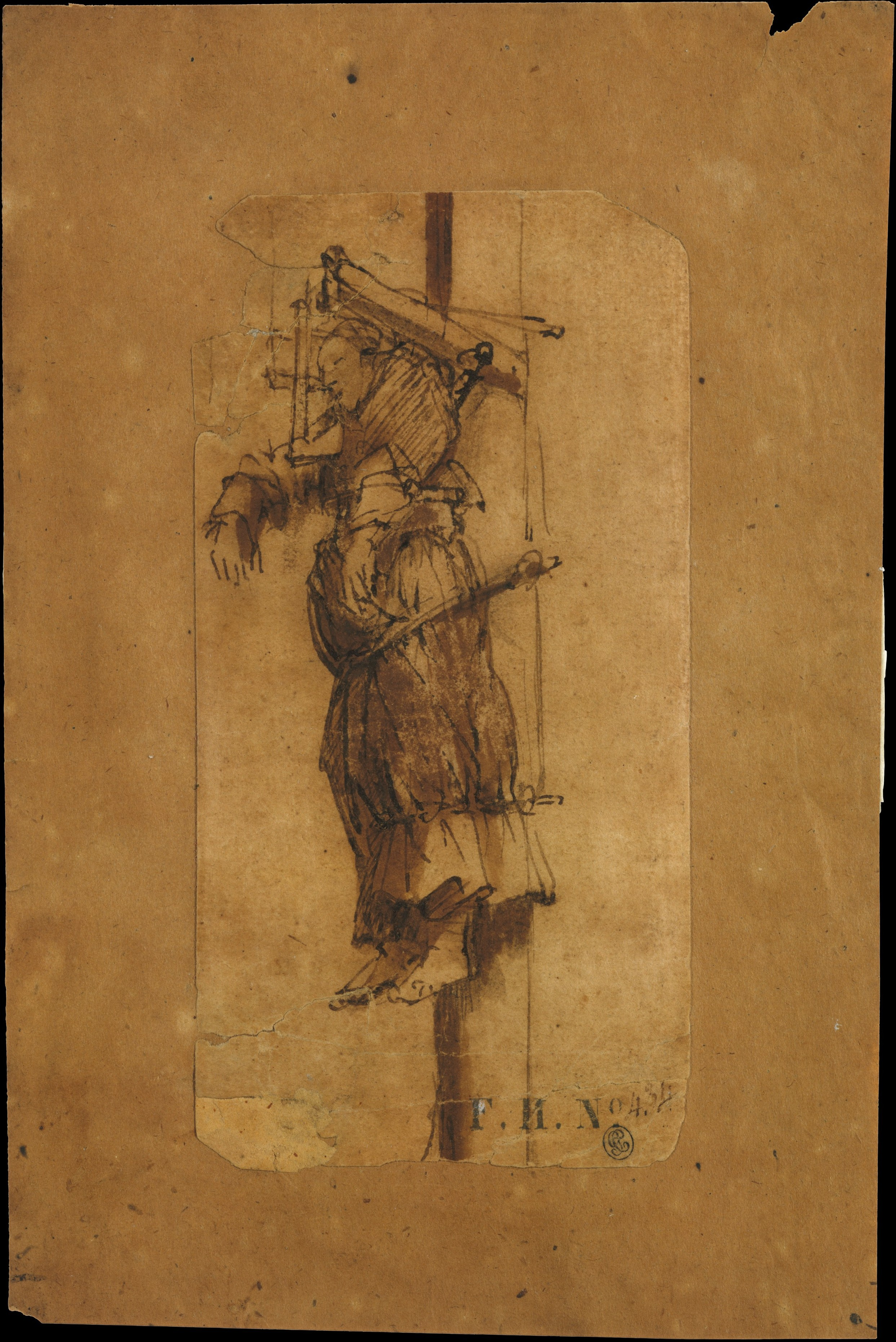
„Mit einem flachen Pinsel gibt er den Falten um Elsjes Bauch und Beine, der Unterseite ihres Arms und der Seite ihres Gesichts vorsichtig, mit Hell und Dunkel spielend, Volumen.“
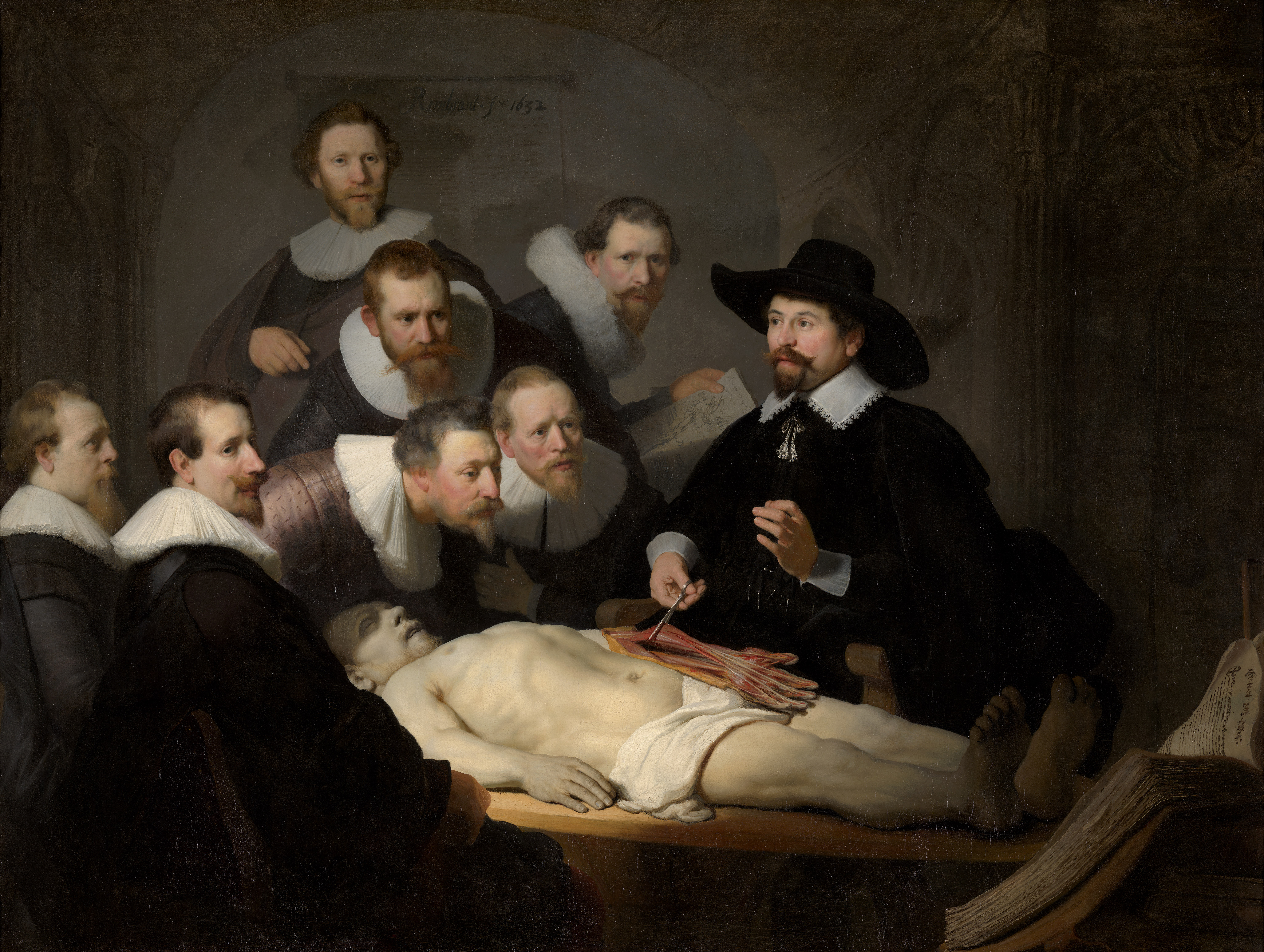
„und dachte in diesem Moment nicht, jedenfalls nicht bewusst, an den anderen Hingerichteten, der ihn vor über dreißig Jahren einmal beschäftigt hatte“

## Einordnung und Analyse

### Historischer Kontext
Die Handlung spielt in einer wegen der wirtschaftlichen und kulturellen Blüte im 17. Jahrhundert als Goldenes Zeitalter (niederl.: de Gouden Eeuw) der niederländischen Geschichte bezeichneten Epoche, in der die Republik der Sieben Vereinigten Provinzen (Republiek der Zeven Verenigde Nederlanden) eine der führenden Welthandelsmächte war, mit Amsterdam als Zentrum.

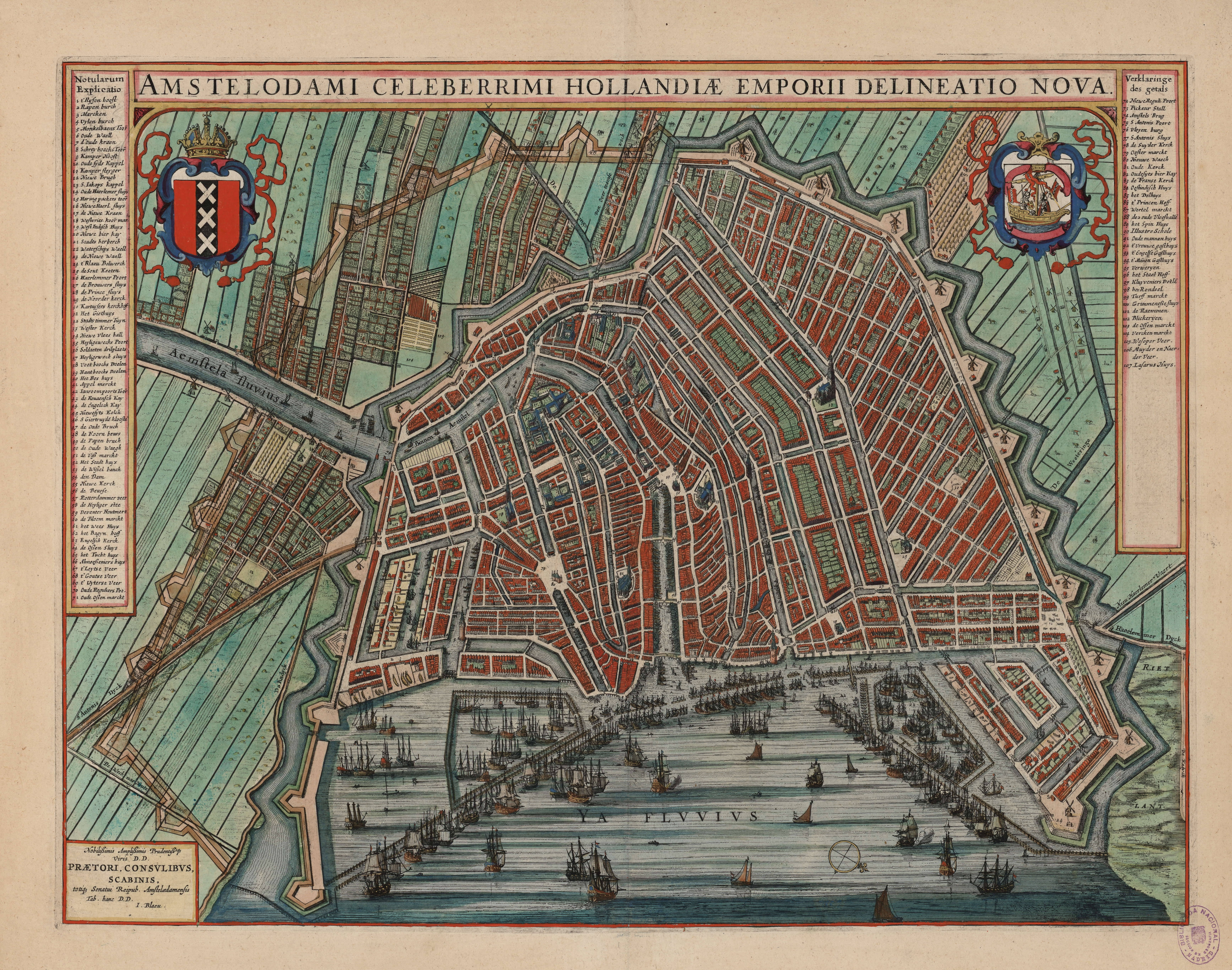
Karte von Amsterdam (Willem und Joan Blaeu) aus dem Jahr 1649.
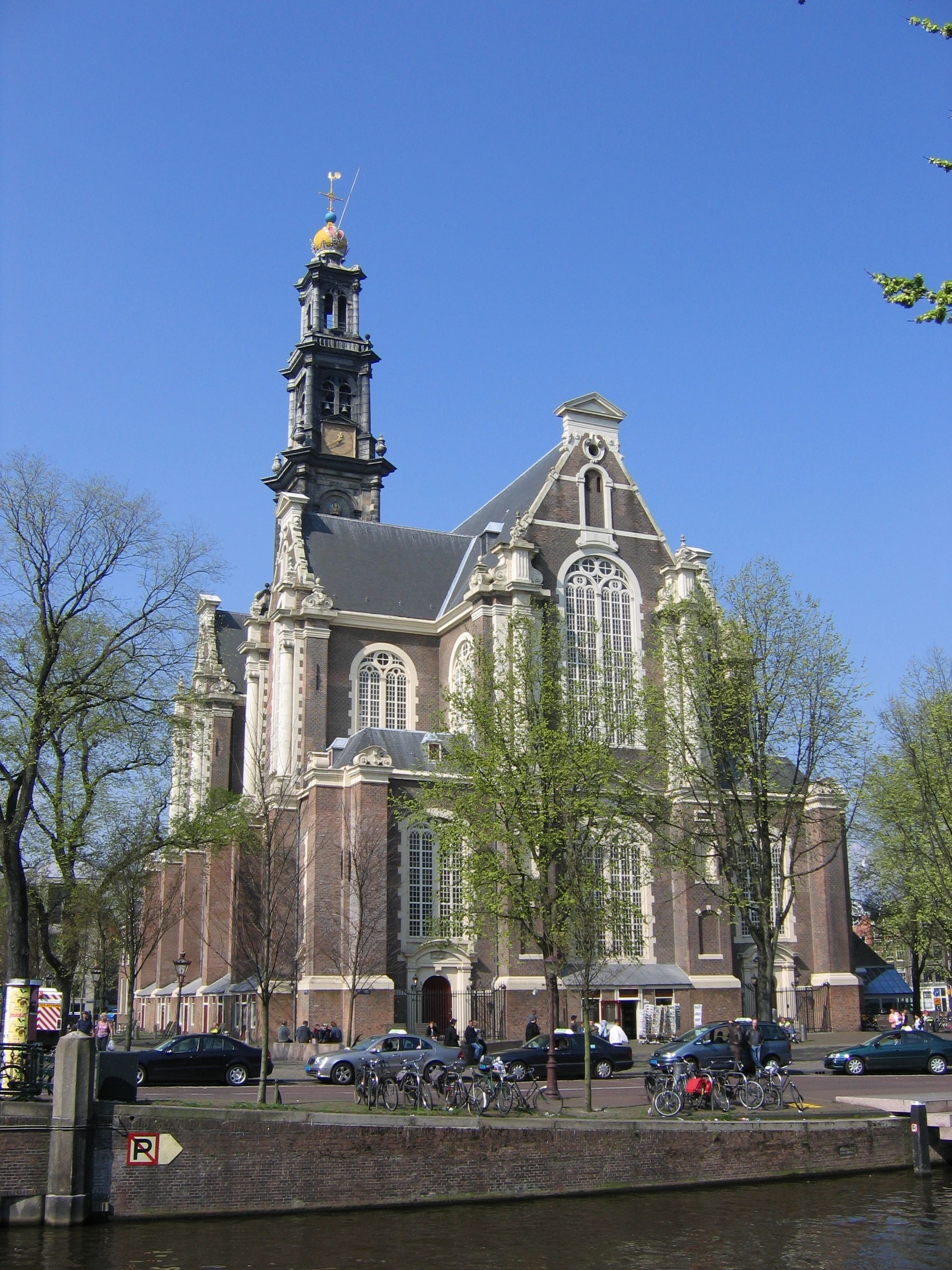
„Im Ohr noch die […] Worte, was hier bevorstand […] im Leben eines achtzehnjährigen Mädchens […], als die Glocken zu läuten begannen […] schon bald übertönt vom schweren Dröhnen der Westerkerk“,[33] der Grabkirche Rembrandts, Hendrickjes und Titus’.
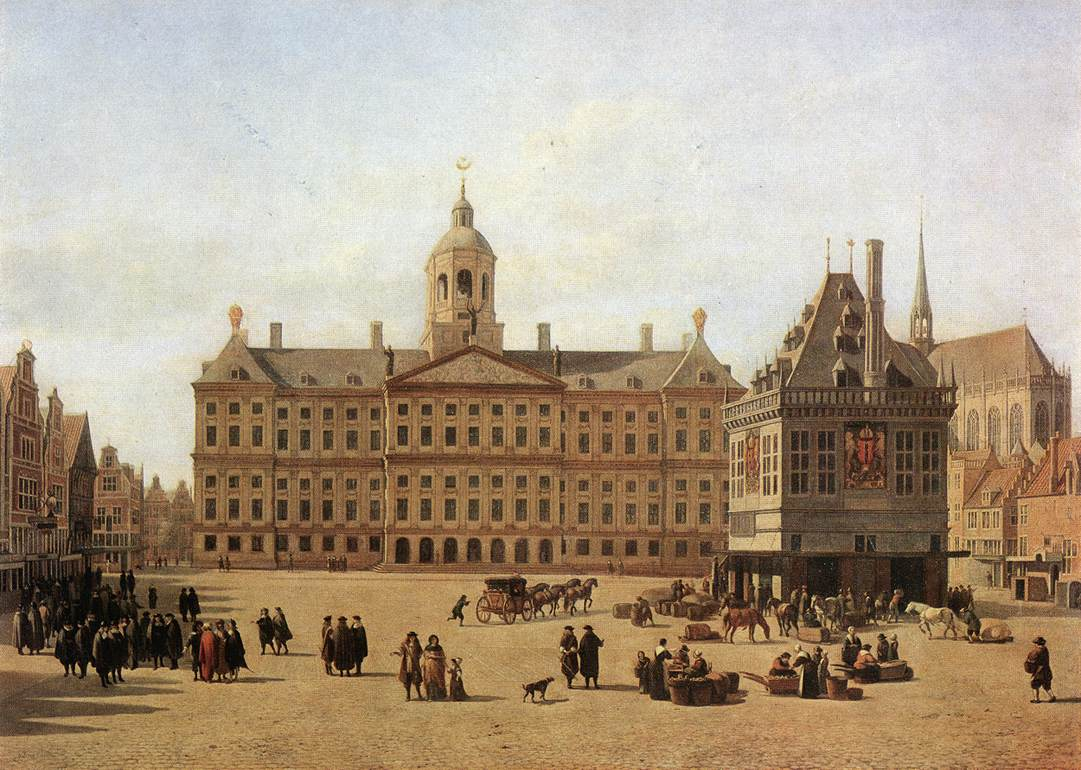
Das als Rathaus (Stadhuis) im niederländisch-klassizistischen Stil von 1648 bis 1665 erbaute königliche Palais am damaligen Hinrichtungsplatz Dam (Gemälde von Gerrit Adriaenszoon Berckheyde, 1638–1698).
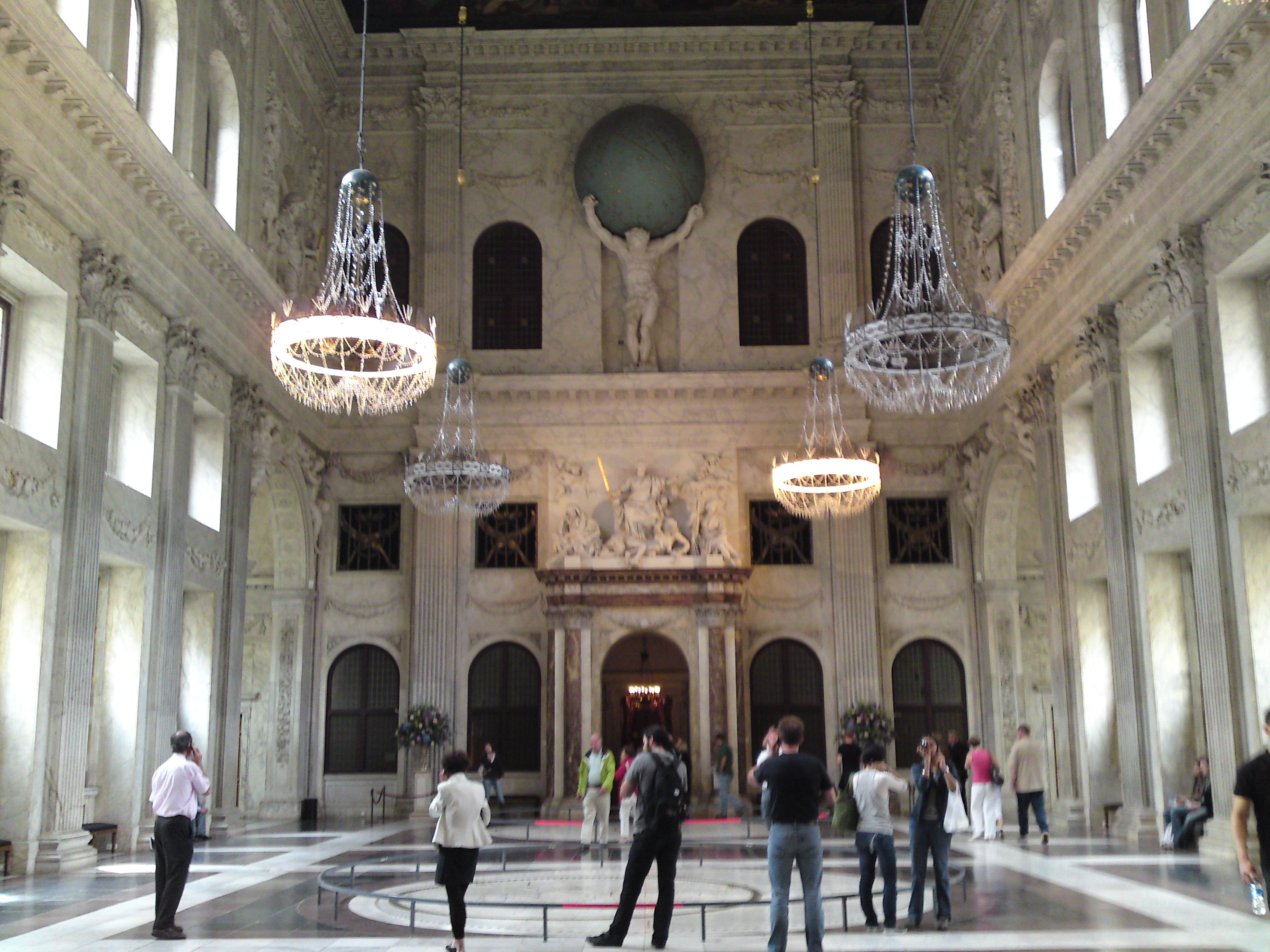
Bürgersaal (Burgerzaal) des Palais. Im ebenfalls zweigeschossigen Gerichtssaal wird Elsje verhört.
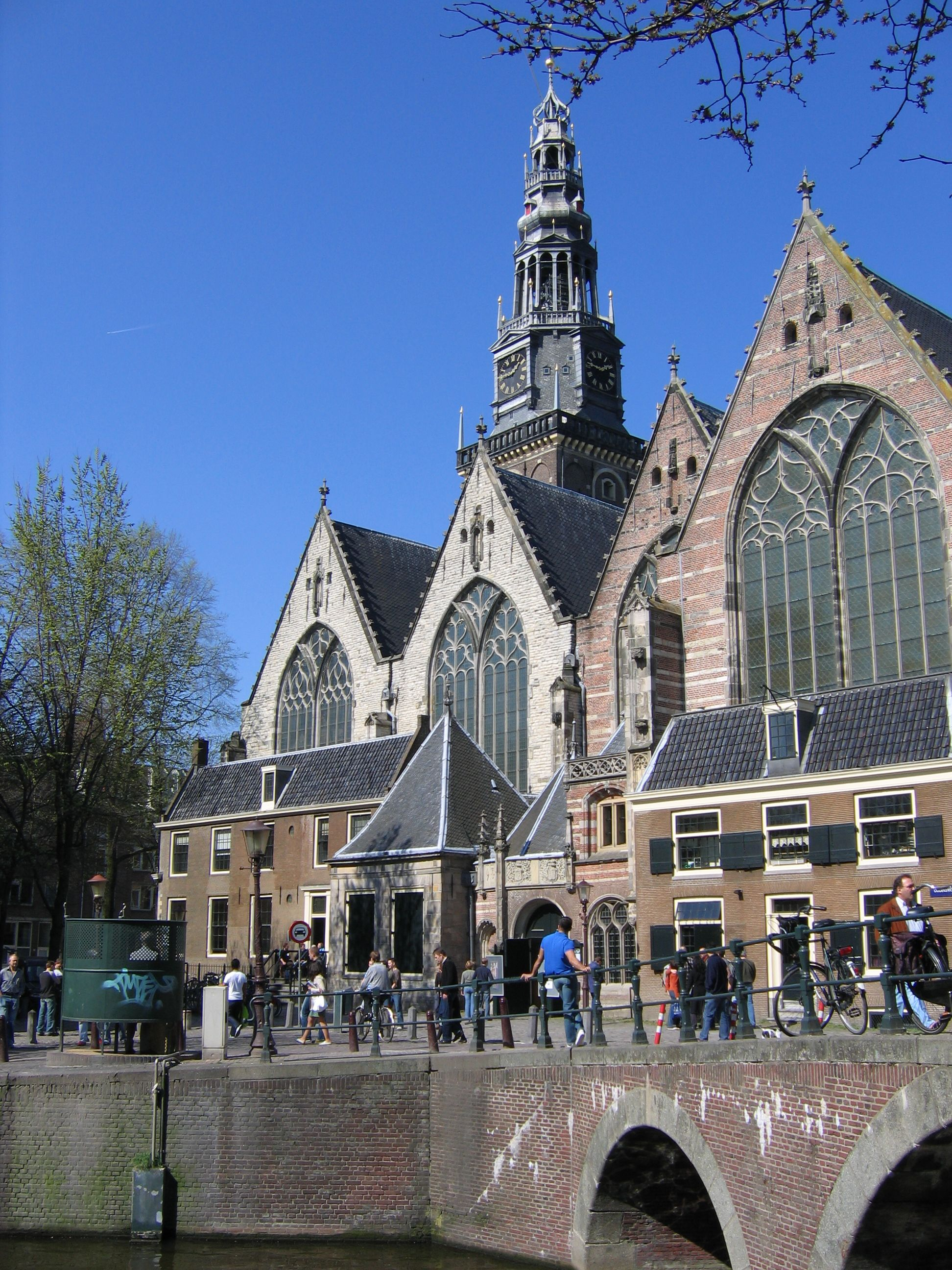
Der Maler fragte, „warum die Glocken der Oude Kerk schwiegen […]. Finden vielleicht die elf Schläge […], wenn die heutige Hinrichtung beginnen soll, schon mehr als genug.“[34] (Grabkirche Saskias van Uylenburgh)

### Einordnung
De Moors Der Maler und das Mädchen kann, wie schon der Titel signalisiert, der Gruppe der „Künstlerromane“ zugeordnet werden: Die Rahmenhandlung spielt im Jahr 1664: Es ist die Zeit nach einer Pestepidemie. Das Leben der Menschen in der wohlhabenden Handelsstadt hat sich normalisiert und der Künstler beginnt nach dem Tod seiner Lebensgefährtin wieder zu arbeiten. Aber seine Aktivitäten sind gedanklich von schmerzlichen Erinnerungen überlagert. In typischer familiärer Personenkonstellation entsteht so ein persönliches und gesellschaftliches Porträt der Rembrandtzeit in Holland.

### Die Rolle des Erzählers
Der Erzähler bzw. die Erzählerin des Romans hat den Informationsstand eines Amsterdamer Bürgers zu Beginn des 21. Jahrhunderts: Er kennt die Biographien der historischen Personen, die als Vorlage dienen, die Stadtentwicklung und die Veränderung der Bebauung in der Neuzeit, kunstgeschichtliche Erkenntnisse zu Rembrandts Gemälden und ihrer Entstehungsgeschichte von der Skizze zum Bild sowie Beeinflussungen, etwa durch Tizian, und Rezeption des Künstlers, z. B. durch Vincent van Gogh, dessen Lob der „Judenbraut“ dem Roman als Motto vorangestellt ist, und die Vernichtung eines seiner Gemälde durch das Säureattentat in der Leningrader Eremitage...
D. h. die Handlung wird aus heutiger Sicht aufbereitet und kommentiert: „So ist es gekommen, dass sie fortan Elsje heißen sollte […] aber auch ein paar hundert Jahre später […] im Metropolitan Museum of Art in New York. Dort sollte man schreiben: Elsje Christiaens hanging in the gibbet..“ Auch benennt der Erzähler typische Situationen („Ein Vater und ein Sohn“), ordnet in auktorialer Manier eine neue Szene ein („Es ist noch immer der dritte Mai“), „Währenddessen erhält die Reise der jungen Dänin nach Amsterdam eine Extraportion Raum und Zeit, was gar nichts ausmacht. Wer achtzehn ist, hat genügend Atem.“ schaltet auf eine spätere Zeit um („Sehr viele Jahre später […] sollte ein Malerkollege […] etwas Treffendes dazu bemerken […] er schreibt einen Brief an seine Schwester […] Van Gogh“) und führt den Leser durch den Roman: „Jetzt sind erst wieder das Schlafhaus und die Schlaffrau dran. Die Ereignisse folgen aufeinander, meint die Kadenz der Lebensgeschichte, doch in Wirklichkeit fallen die meisten Ereignisse zusammen, wenn auch nicht unbedingt im gleichen Tempo.“
Häufig signalisiert der Erzähler durch Vorausdeutungen seinen Kenntnisstand: Vorausschau auf den Tod des Sohnes, Weigerung des Mädchens, ihre Schuld zu bekennen („Das halsstarrige Ding würde nein sagen“), Ausblick auf ihre vergeblichen Bemühungen in Amsterdam („Und die [Schwester] würde sie dort, in jener Stadt nicht finden können.“).
Aber er weist auch auf sein eingeschränktes Wissen hin: z. B. durch Vermutungen, die er teilweise mit denen des Protagonisten verbindet, wenn seine Reflexionen nicht mehr von dem Inneren Monolog bzw. der Erlebten Rede der Protagonisten zu trennen sind: „Noch nicht, noch nicht! Was ist, solange du lebst, die Grenze des Lebens?“ (Inneren Monolog), „O allmächtiger Jesus, wo war sie hin, so schnell?!“ (Erlebte Rede). Der Erzähler macht sich Gedanken über die Motive der Personen („Angenommen, hinter der Reise verbirgt sich irgendein Traum“) und über die Zusammenhänge: „Das Mädchen, das mehr als einmal von der schnellen, heißen Pest hatte reden hören, sie aber keine Sekunde mit der mächtigen Frauengestalt ihrer Schwester in Verbindung gebracht hatte.“ Die gesellschaftlichen finanziellen Unterschiede zwischen der mittellosen Einwanderin und den Geschäften in der Kaufmannsbörse demonstriert folgende auktoriale Überlegung: „Eigenartig? Eigenartig, dass ein armseliges, des Lesens und Schreibens unkundiges Mädchen sich auf einem Wandelgang befindet, auf dem hier eine Sammlung Dürers, Dycks und Flincks für ein Mordsvermögen in sizilianische Hände übergeht“.
Aus dieser Position des Erzählers werden dem Leser Charakter und Spielräume der fiktiven Handlung bewusst: Es ist ein Gedankenexperiment im festen Rahmen: Stadt, Lebensumstände, Sozialstrukturen, Biographien, Bilder.

### Struktur
Der Aufbau orientiert sich am Typus „Mrs. Dalloway“: Die äußere Haupthandlung spielt an einem Tag, an dem man die Hauptfigur auf ihren Wegen begleitet und durch ihre erinnerten Rückblicke und Reflexionen sowie Gespräche einen Einblick in ihr Leben sowie das ihrer Familie vor dem gesellschaftlichen Hintergrund ihrer Zeit erhält. Virginia Woolfs Titelheldin Clarissa Dalloway läuft im Juni 1923 durch den Londoner Bezirk Westminster. Der Maler durchstreift 1664 Amsterdam. Während jedoch die Gattin des Parlamentsmitglieds Richard von der Gegenwelt des durch Kriegstraumata des Ersten Weltkriegs verwirrten Septimus Warren Smith und seinem Selbstmord nur durch ein Gespräch ihrer „upper class“-Abendgesellschaft erfährt, präsentiert die Autorin das dänische Mädchen in einem eigenen zeitlich und räumlich getrennten Handlungsstrang.
Am Tag der Hinrichtung werden beide Fäden immer mehr miteinander verwoben: Der Künstler nimmt vom Morgen an mit der Erweiterung seines Informationsstandes zunehmend Anteil am Schicksal Elsjes, die ihn an den Tod seiner beiden jungen Frauen erinnert. Diese gedankliche Verbindung gipfelt im Zeichnen der Toten am Pfahl.

### Erzählform
Die beiden Dänemark- und Amsterdam-Linien folgen im Allgemeinen den Wegen der Hauptfiguren und werden, bis zur Zusammenführung, im Wesentlichen aus den Perspektiven der Protagonisten in Personaler Erzählform entwickelt und in der Zeitform des Präteritums erzählt. Aus ihren Blickwinkeln sieht der Leser ihre Aktivitäten, erfährt ihre Reflexionen, verfolgt die Aussagen der in der Szene Anwesenden, teilweise in Dialogform oder eingearbeiteter wörtlicher Rede, sowie deren wahrnehmbare Reaktionen und verfolgt die während der Wanderung durch die Stadt vom Maler entdeckten und als Rückblicke eingeblendeten Schlüsselsituationen: typische Augenblicke, die Etappen der Biographie des Künstlers bündeln.
Die Verbindung zweier Schauplätze ist teilweise mit dem Wechsel der Erzählform verbunden: Ende des 6. Kps. hört der Maler elf Glockenschläge (Er-Form). Es folgt ein Satz in unpersönlicher Perspektive („wenn man […] sich vorstellt, was wenige hundert Meter mit dem Gesetz geschieht“). Im nächsten Abschnitt sieht der Leser polyperspektivisch, d. h. aus verschiedenen Blickwinkeln, die Szene auf dem Richtplatz (abwechselnd mit den Augen des Mädchens und der Zuschauer, ergänzt durch einen Erzählerkommentar: „Das Rathaus besaß zu jener Zeit noch kein Glockenspiel“).

### Montagen
Die Autorin verwendet in ihrem Roman häufig die Montagetechnik:
Die Geschichten werden nicht lückenlos chronologisch erzählt, sondern Elsjes Reise (Kp. 4-5, 8-9, 12, 16-17) und die Stadt-Wanderung des Malers (Kp. 1-3, 6, 7, 10-11, 13-15) wechseln in der Reihenfolge miteinander ab, wobei die Amsterdam-Handlung von Anfang an den Mordfall (z. B. Kp. 11) einbezieht und diesen ab Kp. 18, durch die Konzentration auf einen Handlungsort, fokussiert.
De Moor blendet oft in die Haupthandlung Informationen ein, z. B. über die Geschichte der Stadt, die Gesellschaftsordnung, das Gerichtswesen, die Pest, die Farbenherstellung und die an der Rembrandt-Biographie und seinen Bildern orientierte Geschichte des Künstlers:
- teilweise, in traditioneller Form, durch Integration in die Reden und Gedanken der Figuren (Samuel- bzw. Tizian-Gespräch über Maltechniken) oder im fließenden Übergang zur Handlung,
- teils als von der Szene abgesetzten Abschnitt, aber in situativer und thematischer Verbindung mit ihr, beispielsweise bei den Beschreibungen der Pest: So schließt sich an den Informationsabschnitt zu Beginn des 6. Kps. („Es gibt auch Leute, die vermuten, dass die Pest eine Infektionskrankheit ist“[49]) ein kurzer Dialog zwischen dem Maler und dem Apotheker an.
- als Erzähler-Vortrag z. B. über die baulichen Veränderungen im nördlichen Stadtgebiet, die Rembrandt-Rezeption, das Säureattentat in der Leningrader Eremitage oder die Farbenherstellung in einer Farbmühle.
- als in die Handlung einmontierte Sätze: Z. B. van Goghs in die Überlegungen des Malers zum Bild „Die jüdische Braut“ eingeschobene Bewertung: „Um so malen zu können, muß man mehr als einmal gestorben sein.“[50]
- oder als vom Erzähler zusammengestelltes „Destillat aus einigen wenigen Bemerkungen“ aus dem Gespräch des Malers mit dem Apotheker über das Licht.[51]

In die Reise durch Jütland (Kp. 12) sind Vorausblicke (in Konjunktivform) auf die Forderung der Zimmerwirtin, Elsje solle als Prostituierte ihre Schulden abarbeiten, mit der Szene (im Präteritum) kombiniert, die sich im Dachgeschoss der Herberge in Amsterdam abspielt und in den Zusammenhang des 21. Kps. passt.
Andere Montagen haben eine thematische Korrelation: Die Seefahrt Elsjes im 8. Kp. wird, durch den Rückblick auf den Besuch des Sekretärs des Prinzen im Leidener Atelier, mit einer nicht erfolgten Reise des Malers kontrastiert: Der Gast rät dem Künstler zu einem Italienaufenthalt, um die Meisterwerke Raffaels, Michelangelos Tizians im Original zu studieren. Ein anderes Beispiel findet man in Kp. 3: Der Sprung des fliehenden Mädchens in den Kanal wird eingeblendet, als der Maler an dieser Stelle vorbeikommt und ins Wasser des Damrak blickt.
Da die Geschehnisse aus der Sicht verschiedener Informanten, verknüpft mit deren Empfindungen und Erinnerungen, wiedergegeben werden, erhält man ein fragmentarisches, mosaikartig zusammengesetztes Bild.